# История Сербии
История Сербии отсчитывает своё начало с VI века, с момента заселения древними славянами западной части Балканского полуострова. В VIII—IX веках возникли первые протогосударственные образования сербов. В конце XII века Сербское государство освободилось из-под власти Византии и к середине XIV века развилось в крупную державу, охватывавшую почти всю юго-западную часть Балкан. Расцвет средневековой Сербии пришёлся на время правления Стефана Душана (1331—1355). Однако после его смерти государство распалось. В 1389 году войска сербских князей потерпели поражение в битве на Косовом поле, что привело к признанию Сербией сюзеренитета Османской империи. Окончательно Сербия была завоёвана турками в 1459 году и на протяжении последующих 350 лет сербские земли находились под властью Османской империи. Северные районы современной Сербии с конца XVII века входили в состав Австрийской Империи.
В 1804 году вспыхнуло Первое сербское восстание. В 1813 году восстание было подавлено. Второе сербское восстание, которое началось в 1815 году было более успешным — образовалось Княжество Сербия, и через 15 лет султан официально признал Милоша Обреновича правителем Сербии.
13 июля 1878 года по условиям Сан-Стефанского прелиминарного договора Сербия получила независимость, в 1882 году была провозглашена королевством. К началу XX века в Сербии сложилась парламентская монархия, начался быстрый подъём экономики и культуры.
В результате Балканских войн (1912—1913) в состав Сербии были включены территории Косова, часть Македонии и значительная часть Санджака. В Первой мировой войне Сербия выступала на стороне стран Антанты. В ходе войны Сербия потеряла, по некоторым оценкам, до трети населения. После завершения войны Сербия стала ядром Королевства сербов, хорватов и словенцев (c 1929 года — Королевство Югославия). В период Второй мировой войны территория Сербии с апреля 1941 года была оккупирована германскими войсками, часть территории государства передана сателлитам Германии — Венгрии и Болгарии, а также Албании. К 1945 году Сербия была освобождена Советской Армией, партизанскими и регулярными отрядами Народно-освободительной армии Югославии.
В 1945 году была провозглашена Федеративная народная республика Югославия (с 1963 года — СФРЮ), в составе которой была образована Народная республика Сербия (с 1963 года — Социалистическая республика Сербия). Рост межэтнического противостояния, сепаратистские выступления привели в начале 1990-х годов к серии гражданских войн и распаду Югославии. Длительный период пребывания у власти Социалистической партии Сербии и режима Слободана Милошевича завершился в 2000 году после миротворческой военно-воздушной операции НАТО (1999) и ввода в Косово миротворческих сил ООН. В 2006 году, после проведённого в Черногории референдума, прекратил существование государственный союз Сербии и Черногории, республика Сербия потеряла выход к морю.
В настоящее время Сербия активно развивает отношения с Европейским Союзом и США, преодолевая последствия югославского кризиса 1990-х годов. 

## Доисторическая и античная Сербия
Старчево-кришская культура датируется VII—V тысячелетиями до н. э. Племена этой культуры занимались скотоводством, охотой и рыболовством. Они селились в обмазанных глиной плетёных домах, стоявших вблизи рек. Артефакты представлены шлифованными каменными топорами и грубой кухонной керамикой. Носители культуры относились к средиземноморской расе, что резко выделяло их среди местных мезолитических кроманьонцев, потомков культуры Лепенски-Вира. Старчево-кришская культура была вытеснена волной анатолийских земледельцев, относящихся к культуре Винча.

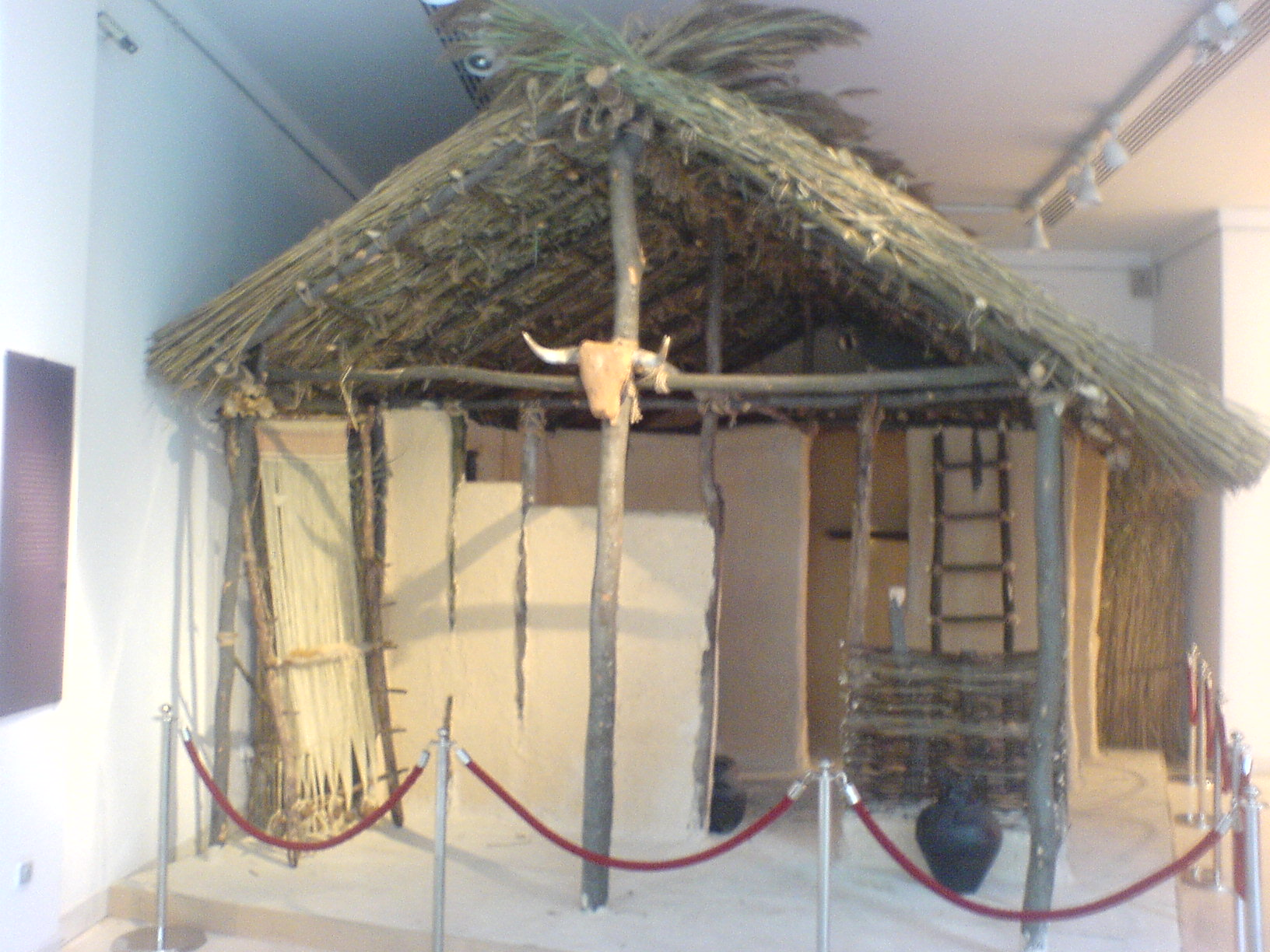
Реконструкция дома эпохи культуры Винча

Время существования культуры Винча точно не определено. Наиболее ранним моментом возникновения считается VI тысячелетие до н. э., её угасание датируется серединой V тысячелетия до н. э. или началом IV тысячелетия до н. э. Поселения представлены землянками с глиняными печами, позднее стали строиться дома-мазанки с двускатными крышами. Они насчитывали до пяти комнат, полы были деревянными. Над входом в дом укрепляли голову быка. Культура также характеризуется большим количеством найденных глиняных статуэток мужчин и женщин.
В период существования Римской империи вся современная Сербия находилась в составе Римского государства (большая часть территории современной Сербии, населённой тогда главным образом иллирийскими племенами, входила в состав провинции Верхней Мёзии). После разделения империи на 2 части около 395 года эти земли были закреплены за Восточной Римской (Византийской) империей. Романизация Верхней Мёзии оставалась незначительной и, в отличие от приморских областей, здесь отсутствовали крупные городские поселения, за исключением Сингидунума (Белград), Виминация (Костолац) и Наиссуса (Ниш).

## Средневековое Сербское государство

### Расселение славян и создание государственности

Сербские протогосударственные образования в IX веке и западная граница Первого Болгарского царства в кон. X века

С середины VI века на эти земли началась постепенная экспансия славянских племён, сопровождаемая опустошением Балкан. Предки сербов заселили земли к югу от Савы до Адриатики. Они ассимилировали или вытеснили прежних жителей этой территории — иллирийцев, кельтов, греков и римлян — в города, главным образом, на побережье, а также в горы Динарского нагорья и Албании. В некоторых местах возникли иллирийские и валашские анклавы на заселённых славянами землях.

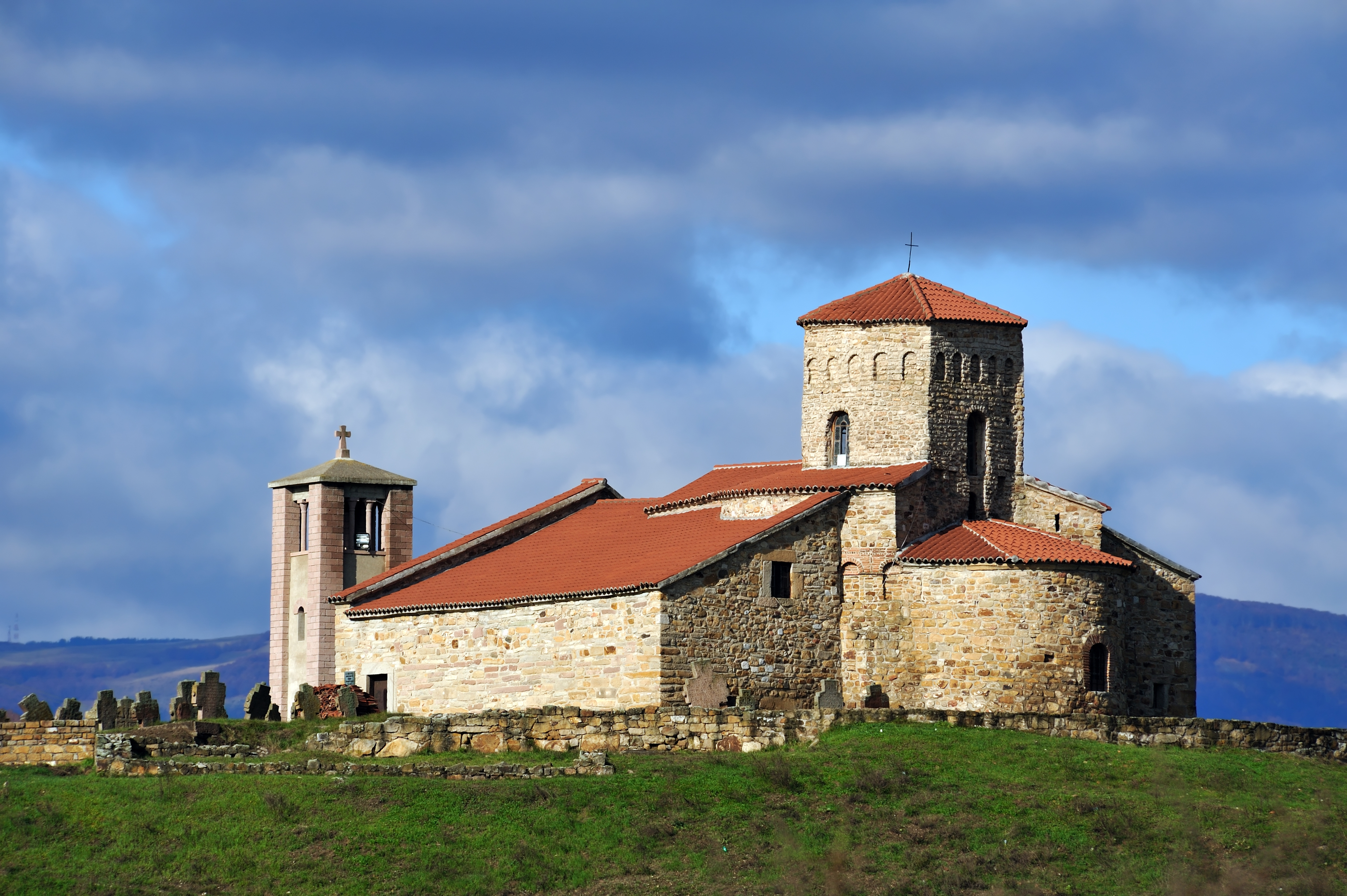
Церковь Святых Апостолов Петра и Павла (Стари-Рас)

Процесс формирования государства у сербов был замедлен обособленностью различных сербских общин и отсутствием между ними экономических связей. Для ранней истории сербов характерно формирование нескольких очагов государственности, которые поочерёдно становились центрами объединения сербских земель. На побережье сформировались протогосударственные образования — Склавинии: Пагания, Захумье, Травуния и Дукля, во внутренних областях (восточная часть современной Боснии и Санджак) — Сербское княжество. Номинально все сербские территории входили в состав Византии, однако их зависимость была слабой. Уже с VII века началась христианизация сербских племён, которая завершилась во второй половине IX века при прямом участии учеников святых Кирилла и Мефодия.
В середине IX века под воздействием наступления на сербские области протоболгар в Сербском княжестве сформировалась княжеская власть и государство во главе с князем (жупаном) Властимиром, которому удалось отбросить болгар и подчинить часть прибрежных территорий. Наследственный принцип передачи власти, однако, не сложился, что привело в конце IX века к междоусобицам, ослаблению Рашки и её переходу под власть сначала Первого Болгарского царства, а затем, после его падения, — Византии.
Раннесредневековая археологическая белобродская культура, процветавшая в X—XI веках в Центральной Европе, представляет собой синтез культуры завоевателей-венгров, привнесённой в Карпатский бассейн около 900 года, и более ранних культур, существовавших на территории современных Сербии, Венгрии, Румынии, Словакии и Хорватии до венгерского завоевания. По мнению археолога Валентина Седова, основная территория культуры Биело-Брдо включала территорию современной Венгрии, Южной Словакии и часть сербской Воеводины.
Некоторое укрепление Сербии в середине X века в период правления князя Часлава, существенно расширившего территорию государства, сменилось после его гибели в 950 году распадом страны. В это же время началось активное проникновение богомильства из Болгарии, которое также способствовало ослаблению центральной власти в Рашке. В 1040—1041 годы Белград и долина Моравы стали центром массового восстания славян под предводительством Петра Деляна против Византии.

Сербия (Зета) при Константине Бодине в нач. XI века

В середине XI века центр объединения сербских земель переместился в Дуклю, где образовалось независимое княжество во главе со Стефаном Воиславом. В отличие от ориентированной на Византию Рашки, Зета искала опору на Западе, прежде всего в католическом Риме и среди норманнов Южной Италии. В 1077 году правитель Зеты был коронован королём сербов. При Константине Бодине в конце XI века Дукля установила контроль над внутренними сербскими областями, включая Рашку и Боснию, а Бар стал центром отдельной сербской церковной митрополии, подчинённой папе римскому. Однако после смерти Константина Бодина в 1101 году Дуклянское королевство распалось.

Сербия (Рашка) в кон. XII—нач. XIII в.
Сербия при Стефане Немане
Присоединения при Стефане Первовенчанном

С середины XII века началось усиление одного из сербских государственных образований — Рашки, которая постепенно освободилась от власти Византии. В 1168 году верховным жупаном Рашки стал Стефан Неманя, основатель династии Неманичей. Если в начале своего правления он оставался верным вассалом империи, то после смерти императора Мануила I Стефан развернул борьбу за независимость и объединение сербских земель. В результате нескольких военных походов к концу XII века бо́льшая часть населённых сербами земель, включая приморские области, Зету, Косово и, временно, Северную Македонию, вошла в состав единого государства. Война Стефана Немани с Дубровником оказалась неудачной, однако дубровницкие купцы получили от него право свободной торговли на территории Сербии, что в дальнейшем способствовало подъёму экономики страны. В 1190 году Византийская империя признала независимость Сербии, а в 1217 году сын Стефана Немани Стефан Первовенчанный был коронован королём сербов. В 1219 году благодаря деятельности святого Саввы была создана автокефальная сербская церковь с центром в Жичанском монастыре.

### Расцвет Сербии

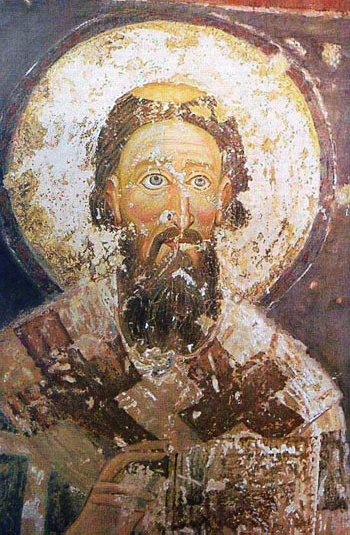
Святой Савва. Фреска из монастыря Милешево, XIII век

При непосредственных преемниках Стефана Первовенчанного Сербское государство пережило недолгий период стагнации и усиления влияния соседних держав, прежде всего Венгрии. На рубеже XIII и XIV веков Сербия оказалась разделённой на два государства: на севере, в Мачве, Белграде, районе Браничева, а также в Усоре и Соли, правил опирающийся на Венгрию Стефан Драгутин, остальная часть сербских земель находилась под властью его младшего брата Стефана Милутина, ориентировавшегося, главным образом, на Византию.

Монастырь Грачаница, основанный королём Урошем II Милутином

Несмотря на временный раздел государства, продолжалось укрепление Сербии: была сформирована централизованная система местного управления, реформировано право, создана система внутренних коммуникаций, начался переход на условное держание и прониарную систему в земельных отношениях. Одновременно усиливалось влияние высшего духовенства и церкви. Активно развивалось монашество, возникло множество православных монастырей (в том числе Студеница, Жича, Милешево, Грачаница, а также Хиландарский монастырь на Афоне), причём их храмы строились в соответствии с уже сложившейся оригинальной сербской архитектурной традицией («рашская школа»). Окончательно закрепилась принадлежность Сербии византийско-православному миру, католическое влияние было практически устранено, а богомилы изгнаны из страны. Одновременно начался процесс византизации системы государственного управления, был создан помпезный королевский двор по образцу константинопольского. Происходил подъём горного дела (в значительной степени благодаря притоку саксонских переселенцев), сельского хозяйства и торговли, решающую роль в которой имели дубровницкие купцы. Быстро увеличивалось народонаселение страны, росли города.

Сербия при Стефане Душане в сер. XIV века

Милутину и его сыну Стефану Дечанскому удалось также существенно расширить территорию государства. Хотя после смерти Драгутина были потеряны Белград, Усора и Соли, в состав Сербии вошли Ниш, северная Македония и Диррахий, а новой столицей стало Скопье. В 1330 году в Велбуждской битве сербские войска разгромили Болгарию и положили конец болгарской гегемонии на Балканах.
Расцвет средневекового сербского государства пришёлся на время правления Стефана Душана (1331—1355). В ходе ряда военных кампаний Стефан Душан подчинил всю Македонию, Албанию, Эпир, Фессалию и западную часть Средней Греции. В результате Сербия стала крупнейшим государством Юго-Восточной Европы. В 1346 году Стефан Душан был коронован царём сербов и греков, а Печский архиепископ был провозглашён патриархом. Сербо-греческое царство Стефана Душана сочетало в себе сербские и византийские традиции, за греками были сохранены высшие должности в городах и их земельные владения, сильное греческое влияние испытывала культура. В архитектуре сложился вардарский стиль, яркими образцами которого стали храмы в Грачанице, Пече и Леснове. В 1349 году издан «Законник Стефана Душана», оформивший и кодифицировавший нормы сербского права. Резко усилилась центральная власть, была сформирована разветвлённая административная система по византийскому образцу при сохранении существенной роли собраний (саборов) сербской аристократии. Внутренняя политика царя, опирающаяся на крупную земельную знать и приведшая к расширению её прерогатив, однако, не способствовала укреплению и сплочению государства, особенно учитывая этническую пестроту державы Душана.

### Распад и турецкое завоевание

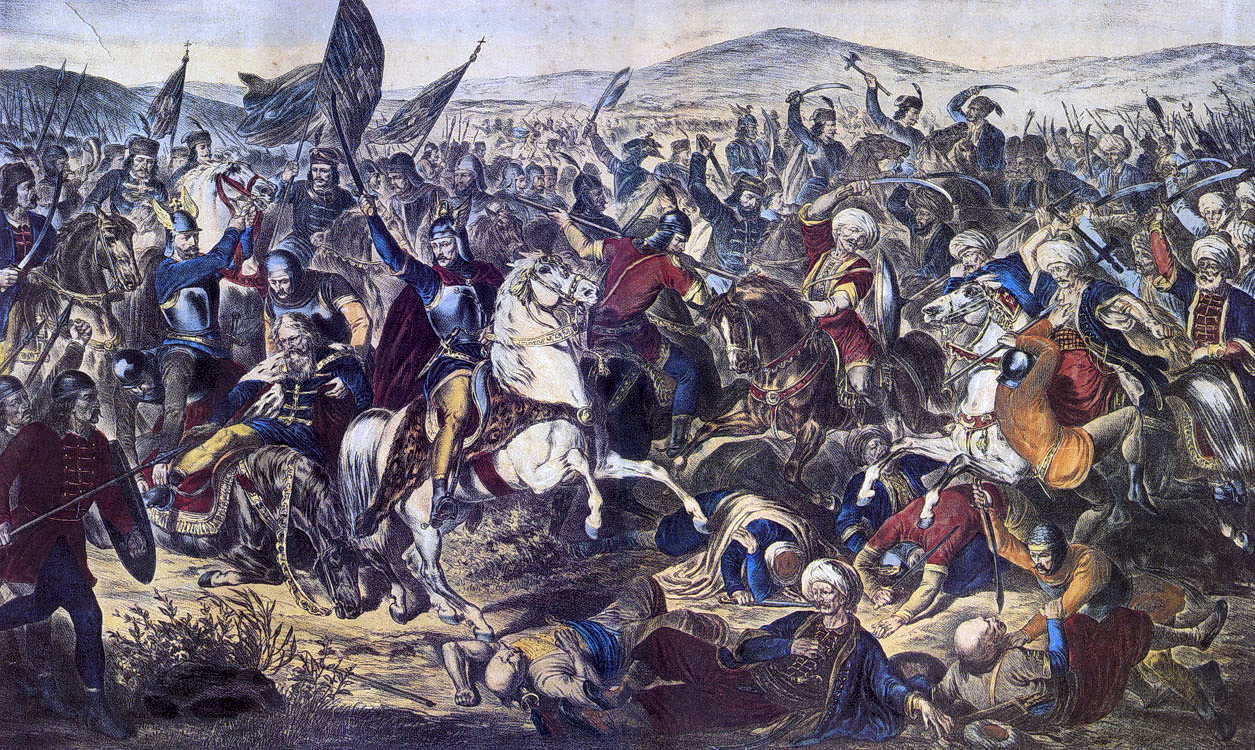
Битва на Косовом поле. Адам Стефанович, 1870-е

Распад Сербии во вт. пол. XIV в.
Владения князя Лазаря в 1389 г.
Сербская деспотовина Стефана Лазаревича к 1422 г.

Вскоре после смерти Стефана Душана его государство распалось. Часть греческих земель вновь перешла под власть Византии, а на остальных сформировались полунезависимые княжества. В собственно Сербии крупные землевладельцы (властели) вышли из подчинения центральной власти, стали проводить собственную политику, чеканить монету и собирать налоги: в Зете установилось правление Балшичей, в Македонии — Мрнявчевичей, в Старой Сербии и Косове — князя Лазаря, Николы Алтомановича и Вука Бранковича. Единство сербских земель после смерти последнего представителя династии Неманичей Стефана Уроша V в 1371 году поддерживалось практически исключительно единством православной церкви в лице Печской патриархии, которая в 1375 году добилась канонического признания Константинопольским патриархатом. В 1377 году сербскую корону принял бан Боснии Стефан Твртко I, однако, хотя его королевский титул признавали князь Лазарь и Вук Бранкович, власть Твртко I была чисто номинальной. Междоусобные войны между князьями сильно ослабляли обороноспособность сербских земель в условиях нарастания турецкой угрозы. Уже в 1371 году в Марицкой битве турки разгромили войска южносербских правителей во главе с королём Вукашином, после чего территория современной Македонии перешла под власть Османской империи.

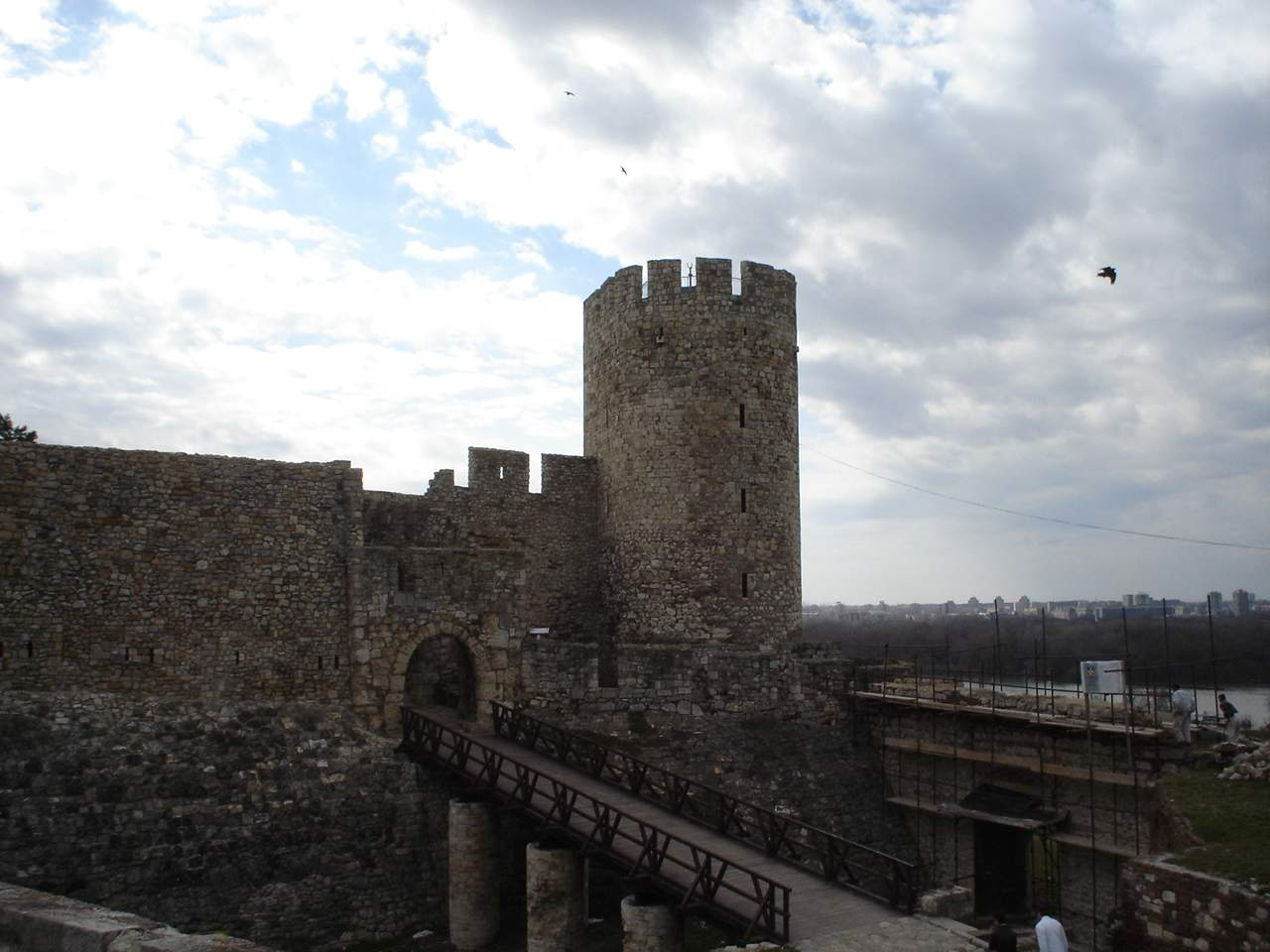
Башня деспота Стефана Лазаревича в Белградской крепости

Попытка объединить сербские земли для организации отпора туркам, предпринятая князем Лазарем при поддержке Сербской православной церкви, не увенчалась успехом: 15 июня 1389 года (в день Св. Вита — Видовдан) в битве на Косовом поле, несмотря на героические усилия сербов, они потерпели поражение. Князь Лазарь погиб. Хотя его сын Стефан Лазаревич сохранил свою власть, он был вынужден признать сюзеренитет Османской империи и участвовать в турецких походах. Косовская битва и подвиг Милоша Обилича, убившего османского султана Мурада I в начале сражения, позднее стали одним из важнейших сюжетов сербского национального фольклора, символом самопожертвования и единения сербского народа в борьбе за независимость.

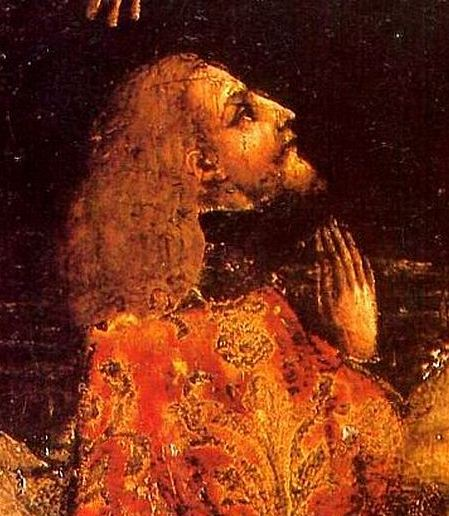
Стефан Томашевич, последний правитель средневековой Сербии

В первой половине XV века, когда натиск турок временно ослабел из-за угрозы со стороны Тамерлана, Стефан Лазаревич предпринял попытку восстановления Сербского государства. Он принял византийский титул деспота и, опираясь на союз с Венгрией, которая передала ему Белград и Мачву, вновь подчинил Зету (кроме Приморья), Сребреницу и ряд южносербских областей. Была возрождена центральная администрация, укрепилась власть князя, активно поощрялся горнорудный промысел и городские ремёсла, началось проникновение в Сербию идей гуманизма и эпохи Возрождения. Новый подъём переживала архитектура («моравская школа», представленная, в частности, монастырями Ресава и Раваница) и литература (произведения патриарха Данилы III и самого Стефана Лазаревича). Столицей Сербской деспотовины стал Белград, в котором была построена хорошо укреплённая крепость, частично сохранившаяся до наших дней. Хотя в результате нового вторжения турок в 1425 году были потеряны Ниш и Крушевац, а затем под власть Венгрии перешёл Белград, новая столица Сербии — Смедерево, основанная деспотом Георгием Бранковичем, переживала свой расцвет и завоевала славу второго Константинополя. Но уже в 1438 году началось очередное османское наступление. В 1439 году пало Смедерево. Долгий поход венгерских войск Яноша Хуньяди в 1443—1444 году позволил изгнать турок с территории Сербии и ненадолго восстановить её самостоятельность. Однако поражение крестоносцев под Варной в 1444 году, разгром венгерского войска во Второй битве на Косовом поле в 1448 году и падение Константинополя в 1453 году предопределили судьбу страны. В 1454 году были захвачены Ново-Брдо и Приштина, а в 1456 году осаждён Белград. Наконец, в 1459 году пало Смедерево. К 1463 году была завоёвана Босния, к 1482 — Герцеговина и, наконец, в 1499 году — Горная Зета. Сербское государство перестало существовать.
«Русский хронограф» 1512 года сообщал:
Внезапу вся в мерзость запустениа быша, вся горести исполнишася, храми разоряхуся и сожигахуся, людие изгонимы бываху… всея земля Серпъские, еже не по мнозе бысть от безбожных турок… Сиа убо вся благочестиваа царствиа… грех ради наших Божиим попущением безбожнии турки поплениша, и в запустение положиша, и покориша…

### Социально-экономическое развитие

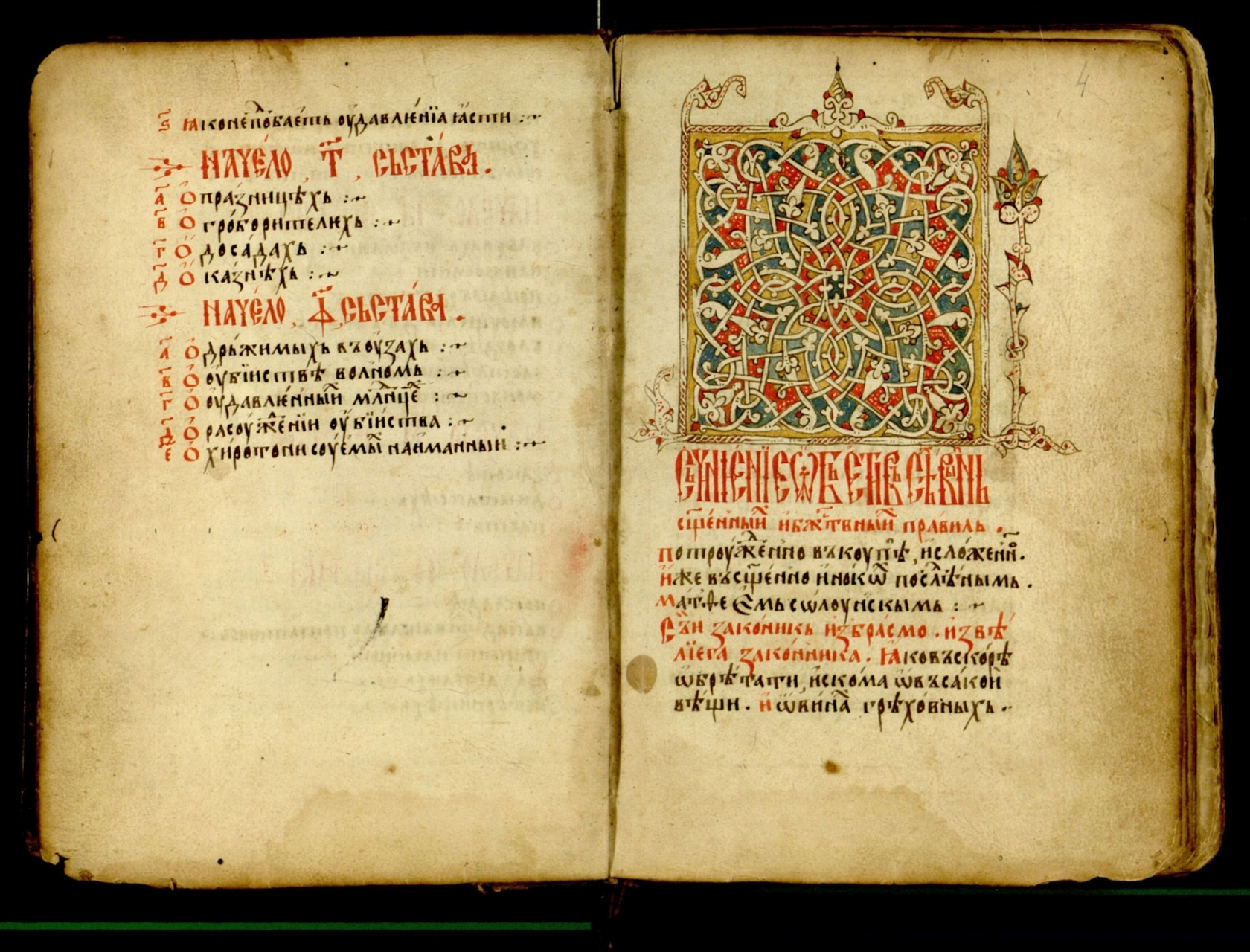
Законник Стефана Душана

Основой экономики средневекового Сербского государства являлось сельское хозяйство, прежде всего земледелие, а также скотоводство, особенно в гористых районах. Существенно дольше, чем в Болгарии и Хорватии, в Сербии сохраняли значения большие патриархальные семьи — задруги и общинный строй. В крестьянском хозяйстве продолжала господствовать коллективная собственность на землю. Постепенно, однако, усиливались процессы феодализации поземельных отношений и закрепощения крестьян. Уже в «Законнике Стефана Душана» было юридически закреплено зависимое положение крестьянства и отменено право перехода. Среди зависимых категорий крестьян выделялись меропхи, обладающие наследственными правами на свой надел и обязанные феодалу отработочной повинностью (100 дней в году), влахи — скотоводы, уплачивающие натуральную ренту феодалу (главным образом, монастырям), и отроки, являвшиеся личной собственностью господина. Сколь-либо значительных выступлений крестьян в средневековой Сербии не отмечено. Феодальная собственность на землю была двух видов: наследственное безусловное владение — баштина, и условное держание за службу при короле или ином крупном аристократе — прония, причём роль последней неуклонно увеличивалась. Крупнейшим земельным собственником являлась православная церковь. Иммунные права феодалов были ограничены сохранением королевского суда, фискальными и военными обязанностями землевладельцев перед короной. Наиболее широким иммунитетом обладали монастыри, владения которых фактически превращались в феодальные сеньории и которые подчиняли мелких феодалов — войников.

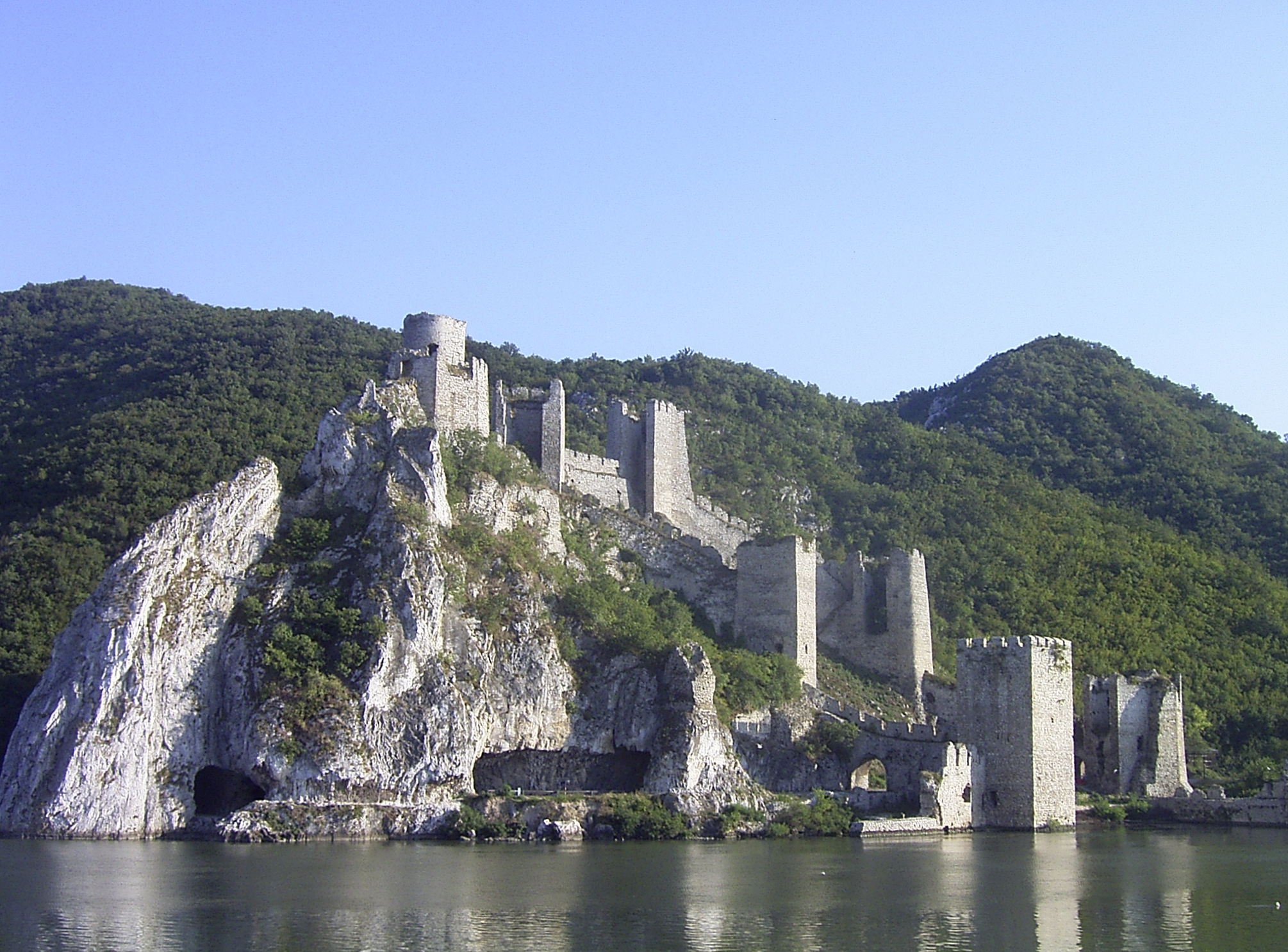
Крепость Голубац.
Северная Сербия, XIV век.

С конца XII века начался рост значения горных промыслов для экономики страны. Центрами добычи меди, железа, золота, серебра и свинца стали Ново-Брдо, плоскогорье Копаоник и Рудницкая планина. Разработками месторождений занимались, главным образом, немецкие колонисты. Юридически верховная собственность на рудники принадлежала королю, однако фактически они находились во владении саксонских, дубровницких и которских купцов. Налог на горный промысел и пошлины на вывоз металлов составляли важнейшую часть государственного бюджета. Роль горнорудного дела для экономики Сербии особенно возросла в период турецких вторжений, когда обрабатываемые земли были опустошены, а численность населения резко сократилась.
Сербские города первоначально были крайне слабо развиты и не играли существенной роли в экономике страны. Исключение составляли лишь приморские города — Котор, Улцинь, Будва, Бар, которые уже на раннем этапе превратились в крупные центры морской посреднической торговли. С развитием горных промыслов и ремесла в XIII веке началось оживление городов внутренних регионов Сербии: Ново-Брдо, Приштины, Ниша, Браничево и других. Главным предметом экспорта являлись металлы, мёд и кожа. Торговля тяготела к Адриатике и была сосредоточена в руках дубровницких, которских и итальянских купцов. Уровень развития самоуправления городов оставался невысоким (кроме Котора и некоторых городов Приморья), в политической системе Сербии они не играли сколь-либо заметной роли и управлялись назначаемыми королём кнезами.

## Сербия под властью Османской империи

### Последствия завоевания

Сербские земли под властью Османской империи (кон. XVI в.)
Османская империя к нач. XVI в.
Присоединения к концу XVI в.

В результате турецкого завоевания сербские земли были разорены, сельское хозяйство пришло в упадок, горнорудное производство практически прекратилось. Начался массовый отток населения за Дунай и Саву, в результате которого этническая территория сербов существенно расширилась в северном направлении. Сербы массово переселялись на земли современных Венгрии и Хорватии, тогда бывших в составе владений Габсбургов, образуя там военное сословие граничар. В обмен на военную службу, охрану границы и участие в боях с турками граничары получали землю и освобождались от уплаты ряда налогов. При этом в обезлюдевшие равнинные области и, особенно, в южные регионы страны (Косово) стали переселяться турки, скотоводы-влахи и албанцы. Христианское население было ограничено в гражданских правах. Тем не менее, в отличие от Албании, Боснии и Македонии, в Сербии ислам приняла лишь небольшая часть населения. В этом главная заслуга принадлежала Печскому патриархату, восстановленному в 1557 году, который в период османского господства играл роль центра национального и культурного сплочения сербского народа. Сербская православная церковь в целом сохранила свои привилегии и владения и в качестве особой конфессиональной общности (миллета) пользовалась самоуправлением в культурных и религиозных вопросах, включая возможность создавать начальные школы.
После завоевания на Сербию была распространена военно-ленная система, при которой большая часть земли находилась в собственности государства и была разделена на лены, держатели которых — спахии, были обязаны нести военную службу. Остальные земли были переданы церковным и общественным организациям (вакуфы) или закреплены на праве собственности за отдельными представителями турецкой аристократии (мюльк) или семьи султана (султанские хасы). В административном отношении территория Сербии вошла в состав Румелийского эялета, а после завоевания турками Венгрии в середине XVI века области к северу от Ниша были переданы Будскому эялету. Эялеты подразделялись на санджаки. Бывшая территория Сербской деспотовины образовала Смедеревский (после завоевания Белграда в 1521 году — Белградский) санджак. Также, как и греки, сербы, приняв ислам, могли подняться на государственной службе до визирей.
Феодальный класс периода османского господства был представлен практически исключительно мусульманами, как турками, так и принявшими ислам славянами (потурченцы). Основу населения составляло зависимое крестьянство — райа, обладавшее правом наследственного пользования наделами и уплачивающее поземельный (харадж) и подушный (джизья) налоги султану, а также различные платежи феодалу. В Южной Сербии и придунайских областях сохранилась значительная прослойка скотоводов-влахов, пользующаяся определёнными привилегиями и используемая для пограничной службы. Основная масса крестьян была прикреплена к земле и не могла покинуть её без разрешения местного феодала или чиновника.

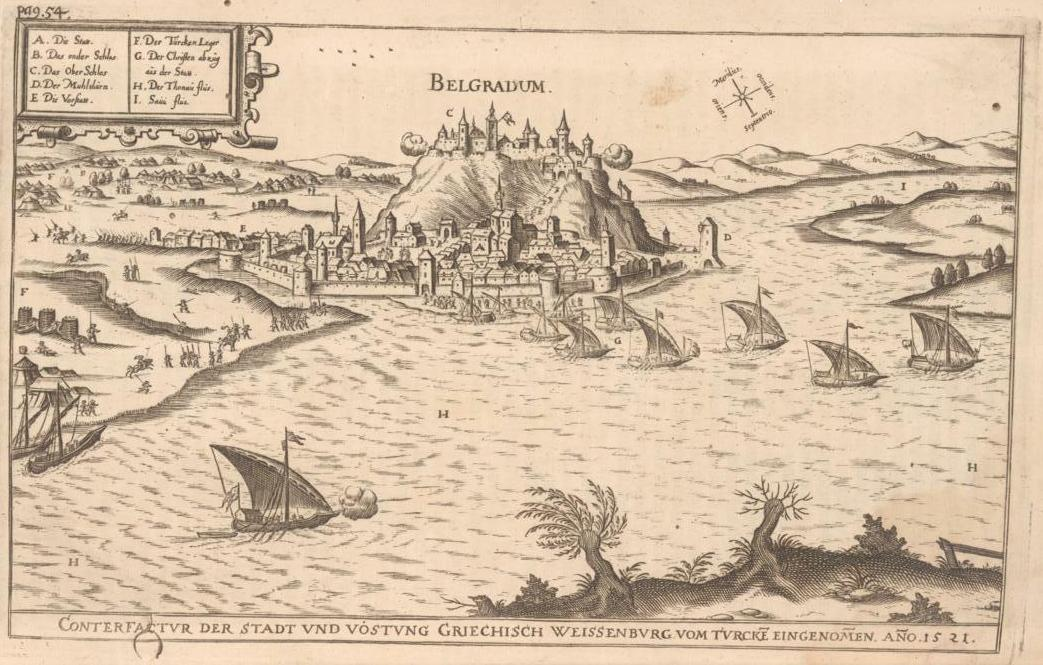
Белград в XVI веке

С XVI века в Сербии началось оживление ремесленного производство и городской жизни. На первый план вышли новые городские центры, находящиеся на пересечении торговых путей Османской империи, прежде всего Белград, захваченный турками в 1521 году, который вскоре стал крупнейшим торгово-ремесленным центром сербских земель. Тем не менее, города оставались оторванными от округи, их рост практически не оказывал воздействия на прогресс сопредельных земель. Ремесленное производство было организовано по восточному образцу в замкнутые корпорации, отдельные для мусульман и христиан. В торговле первое время сохранялось господство иностранного капитала — дубровницких, венецианских и генуэзских купцов, и ориентация на Адриатическое побережье. Однако, начиная с XVII века, в условиях ослабления итальянских городов-государств всё большую роль в торговле стали играть местные купцы. Тем не менее, экономическое развитие сербских земель по-прежнему значительно отставало от европейского уровня.

Сербские земли в XVIII в.
Австрийская империя в 1700 году
Присоединения к концу XVIII в.
Белградский пашалык в 1791 годуЗелёным штрихом обозначена южная граница земель, принадлежащих Австрии в 1718—1739 гг.

В XVII веке начался процесс упадка Османской империи. Военно-ленная система стала разлагаться, спахии отошли от военной службы и перешли к активной эксплуатации своих земель и зависимого населения. Земельные владения постепенно начали переходить в руки торгово-ремесленных кругов и янычаров и закрепляться на праве собственности (чифтлики). Центральная власть ослабела, государство испытывало хронический финансовый кризис. Местные феодалы фактически вышли из подчинения султану, в стране воцарилась анархия, шли постоянные междоусобные столкновения между спахиями, янычарами и пашами, пытающимися расширить свои владения и совершающими грабительские набеги на земли соседей. Это сопровождалось усилением налогового и феодального гнёта и существенным ухудшением положения христианского большинства. Были ликвидированы остатки автономии влахов, обострился религиозный антагонизм.
В XVIII веке продолжился экономический подъём Северной Сербии, и особенно Белграда, в то время как хозяйство центральных и южных регионов страны находилось в застое, которому в значительной степени способствовали новые разорения в период австро-турецких войн конца XVII — начала XVIII века. Северная Сербия с 1716 по 1739 годы находилась под контролем Австрии, что дало значительный толчок её экономическому развитию и росту торговли, прежде всего дунайской, с Центральной Европой. После возвращения Северной Сербии под власть Османской империи в 1739 году она сохранила особое положение. Здесь был создан пограничный Белградский пашалык, турецкое население существенно сократилось, власть на местах стала переходить в руки местной аристократии. Это сопровождалось ослаблением феодального гнёта, распадом спахийной системы и ускорением развития экономики, особенно скотоводства, ориентированного на Австрию.

### Освободительная борьба
Сразу после турецкого завоевания сербских земель началась миграция части сербов на незанятые турками земли за Дунай и Саву: в Срем, Бачку, Банат, Славонию, а также в северную Боснию. В южной Венгрии (современная Воеводина) была создана сербская военная администрация с центром в Купнике (Срем), во главе которой стояли князья, считающие себя наследниками правителей Сербской деспотовины. Сербы активно участвовали в венгерско-турецких войнах конца XV — начала XVI века, однако после разгрома Венгерского королевства при Мохаче в 1526 году эти земли также попали под власть Османской империи.
Освободительное движение сербского народа против турецкого господства развивалось по двум направлениям: гайдучество, часто неотличимое от обычного бандитизма, и восстания, приуроченные к войнам европейских держав с Османской империи. Во главе движения стоял Печский патриархат, которому удалось наладить политические связи с Венгрией, Австрией и Испанией. Уже в период австро-турецкой войны 1593—1606 годов в Банате вспыхнуло восстание против турок, поддержанное патриархом Йованом II.
Наивысшего подъёма освободительное движение достигло в период войны «Священной лиги» в конце XVII века. Сербские повстанцы, действующие в сотрудничестве с австрийской армией, освободили бо́льшую часть страны. В 1688 году взят Белград, австрийские войска генерала Энео Пикколомини проникли в Македонию. Однако в 1690 году началось ответное наступление турок. Австрийцы были вытеснены из Сербии, власть Османской империи восстановлена. Страна была разорена, начались массовые репрессии против участников восстаний. В ответ патриарх Арсений III призвал сербов к эмиграции за Дунай. Началось «Великое переселение сербов»: десятки тысяч сербских семей оставляли свои дома и переселялись на австрийскую территорию: в Банат, Бачку, Срем, Баранью. Вторая большая волна миграции сербов прошла после неудачной для Австрии войны 1737—1739 годов.
Великое переселение сербов стало одним из ключевых событий сербской истории. Оно вызвало значительные перемены в политической и общественной жизни сербов, а также серьёзно изменило этнические границы сербского народа. Южная Сербия (Рашка, Косово и Метохия) потеряли до того доминирующий сербский компонент. На место покинувших эти регионы сербов массово переселялись албанцы и турки. С этого времени Рашка также получила турецкое название Санджак. Меньше изменилась этническая карта Центральной Сербии, однако и оттуда уходило на север сербское население. Великое переселение привело к резкому увеличению числа сербов на территориях Славонии, Бачки, Бараньи и Южной Венгрии.
Переселяя албанцев в районы Южной Сербии, Османская империя всячески старалась разжечь антагонизм между ними. Албанцы-мусульмане находились в гораздо более привилегированном положении, нежели православные сербы, имевшие при турках минимум прав. Делая ставку на албанцев, Стамбул стремился остановить развитие политической активности сербов и не допустить среди них роста освободительной борьбы.
Стамбул также стремился ограничить политическую деятельность православного духовенства в Сербии. С первой половины XVIII века турки стали сами назначать патриархов, которые раньше выбирались на церковных соборах и только утверждались султанскими бератами. Монастыри и церкви разграблялись мусульманами, началось экономическое притеснение духовенства. С конца 1730-х годов патриархами стали назначать лояльных Империи греков, которые, в свою очередь, стремились вести политику эллинизации и попросту грабили имущество патриархии. В 1766 году была упразднена Печская патриархия, а спустя год — Охридская архиепископия, подчиненные Константинопольскому патриарху. Это лишило православное население Западных Балкан института, который ранее был одним из факторов его консолидации.

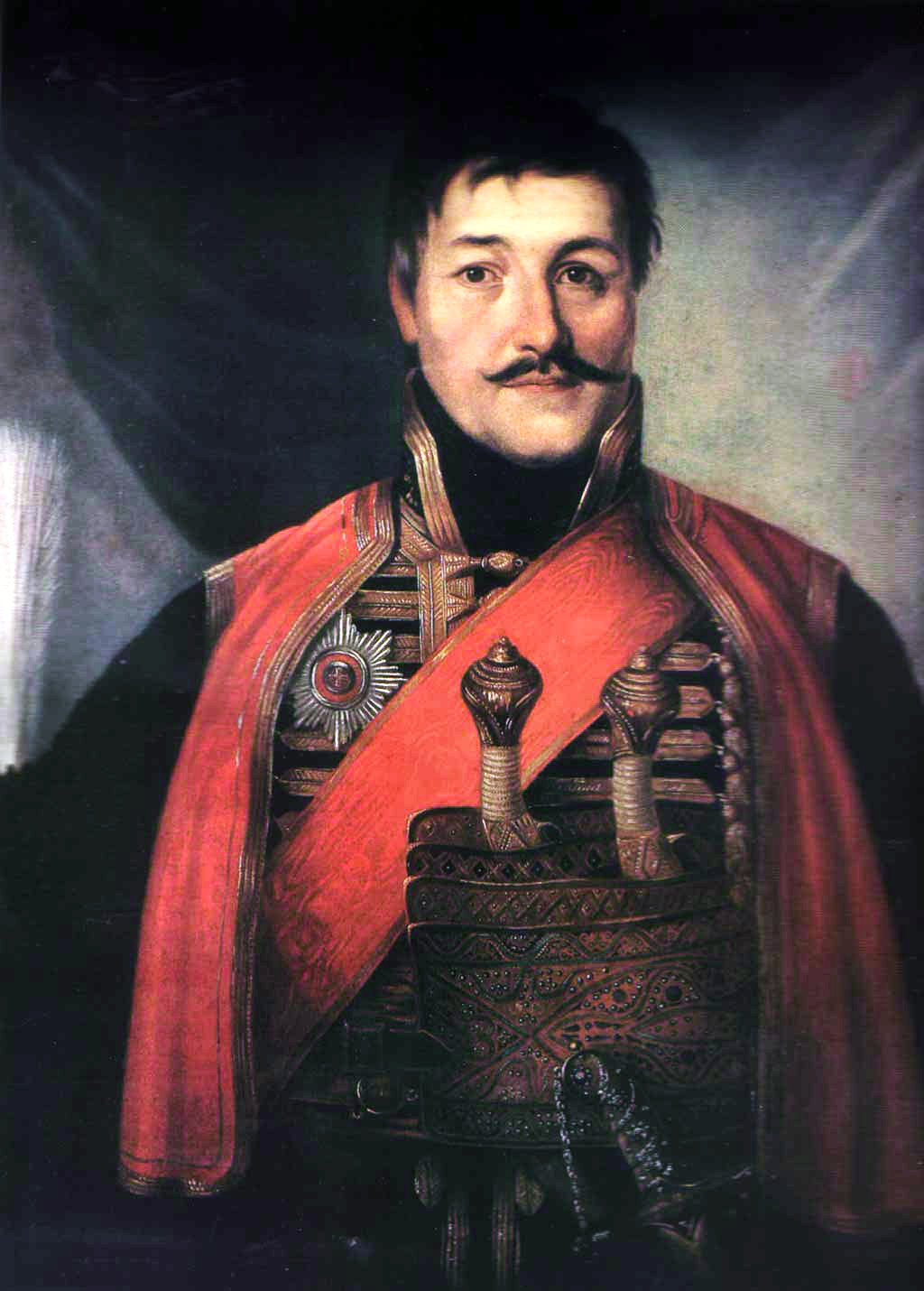
Карагеоргий.
В. Боровиковский, 1816

Роль Печского патриарха в освободительном движении заставила Османскую империю пересмотреть своё отношение к Сербской православной церкви: патриарх стал назначаться из Стамбула, началась ускоренная эллинизация церкви, в 1767 году Печский патриархат был упразднён, а сербская церковь подчинена Константинополю. Вскоре православная церковь утратила своё значение как объединяющей силы в освободительной борьбе. После поражения Австрии в австро-турецкой войне 1737—1739 года произошёл временный спад освободительного движения. Новый этап борьбы начался после русско-турецкой войны 1768—1774 годов и подписания Кючук-Кайнарджийского мира, предоставившего России право защиты православного населения в Османской империи. В годы войны Австрии и России с Турцией 1787—1792 годов в Сербии, прежде всего в Белградском пашалыке, вспыхнуло крупное восстание против османской власти. Были сформированы сербские добровольческие отряды, сражавшиеся в составе австрийской армии, которая, однако, потерпела поражение.

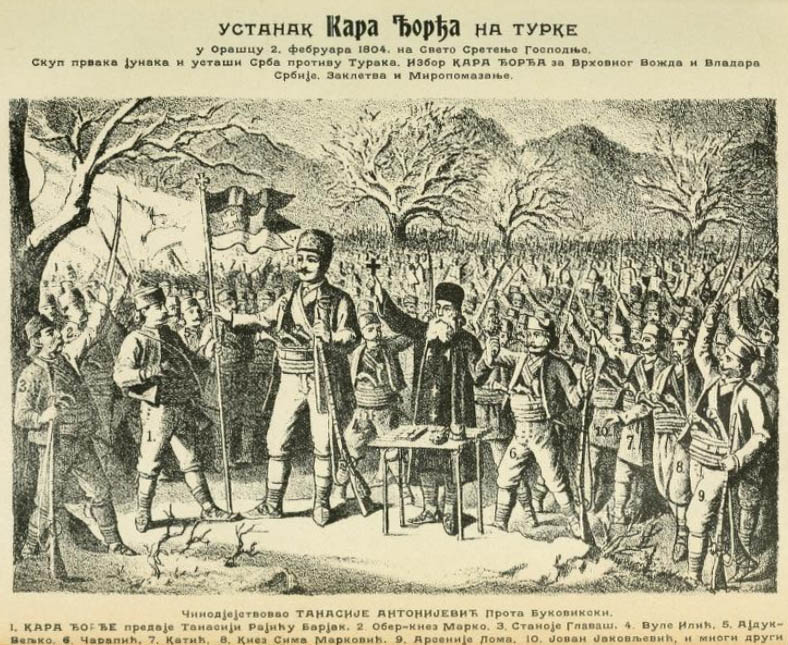
Сбор в Орашаце, начало Первого сербского восстания

После войны турецкие власти пошли на существенное расширение полномочий органов местного самоуправления в Белградском пашалыке и предприняли меры по ограничению самовластия янычар. Но уже в 1801 году в условиях ослабления центральной власти янычары совершили переворот и захватили власть в Белграде. За этим последовал раздел земель, увеличение феодальных платежей, отстранение местной аристократии от участия в управлении и кровавые репрессии против сербов. В ответ в 1804 году в Белградском пашалыке вспыхнуло Первое сербское восстание. Во главе восставших встал великий князь Карагеоргий. Вскоре практически вся территория пашалыка была освобождена от турецкой власти. Если первоначально восставшие выступали лишь против засилья янычар, то после провала переговоров с центральным правительством и начала русско-турецкой войны, они стали ориентироваться на достижение независимости. Турки были изгнаны, их владения и имущество перераспределены между сербами. Были сформированы центральные органы власти, местная администрация и судебная система. В то же время начались разногласия между руководителями восстания: Карагеоргием, объявивший себя в 1808 году наследственным верховным предводителем сербского народа, и другими сербскими князьями. После заключения Бухарестского мира 1812 года и выхода России из войны началось массированное наступление турок. Несмотря на героическую оборону, в 1813 году турки захватили Белград. Восстание было подавлено, последовали массовые репрессии.

## Воеводина под властью Габсбургов

Воеводина в составе монархии Габсбургов в нач. XIX в.
Австрийская монархия:
Комитаты Венгерского кор-ва
Военная граница

На протяжении XVIII—XIX веков главным центром Национального возрождения сербского народа и наиболее развитой в общественно-культурном и социально-экономическом плане сербской территорией являлась Воеводина. В результате австро-турецких войн конца XVII — начала XVIII века граница между Османской империей и владениями Габсбургов установилась вдоль Дуная и Савы. Территории Срема, Бачки, Бараньи и Баната, которые на протяжении XV—XVII веков активно заселялись сербами, оказались под властью Австрийской монархии. В начале XVIII века сербы составляли подавляющее большинство населения этих регионов, опустошённых вековыми турецкими вторжениями. Правовое положение сербов регулировалось утверждёнными Леопольдом I в 1690 году «Привилегиями», в соответствии с которыми сербским переселенцам гарантировалась защита императора, свобода вероисповедания и церковная автономия с правом избрания православного митрополита. Резиденция митрополита находилась в Сремски-Карловцах. В 1701—1702 годах территории вдоль Дуная, Савы и Тисы были включены в состав Военной границы — особого военизированного административного образования, подчинённого непосредственно Вене. Население Военной границы пользовалось значительными привилегиями, но было обязано нести военную службу по охране границ Австрийской монархии. Остальная территория была разделена между комитатами Венгерского королевства. Некоторое время (1718—1778) существовала также отдельная коронная земля Темешский Банат с центром в Темешваре. Австрийское правительство поощряло колонизацию приграничных земель, в результате чего в XVIII веке численность населения этих областей резко выросла, а помимо сербов образовались крупные этнические прослойки венгров, немцев, а в равнинном Банате — и румын. Если в Военной границе господствовало мелкое крестьянское землевладение, то в гражданской части Срема и Баранье — крупное помещичье хозяйство венгерских и немецких землевладельцев. В Бачке и Банате основная часть земель принадлежала короне и сдавалась в аренду местным крестьянам.
Темпы экономического, общественно-политического и культурного развития сербских областей Австрийской империи значительно превосходили темпы развития территорий, продолжавших оставаться под властью Турции. Уже в XVIII веке наметился существенный прогресс в земледелии, благодаря строительству сети каналов в Бачке и Банате были освоены обширные земельные площади, а в первой половине XIX века началось активное внедрение современных методов хозяйствования и новых сельскохозяйственных культур (рис, табак, тутовое дерево), прежде всего в крупных поместьях Гражданского Срема. Параллельно шёл процесс разложения общин и экспроприации общинных угодий. В Военной границе экономическое развитие несколько сдерживалось сохранением задруг и военным режимом. Быстро росли города — Нови-Сад, Суботица, Сомбор, расширялась торговля, в конце XVIII века возникли первые мануфактуры, активно разрабатывались месторождения каменного угля, сложилась достаточно сильная прослойка сербской торгово-ремесленной буржуазии.

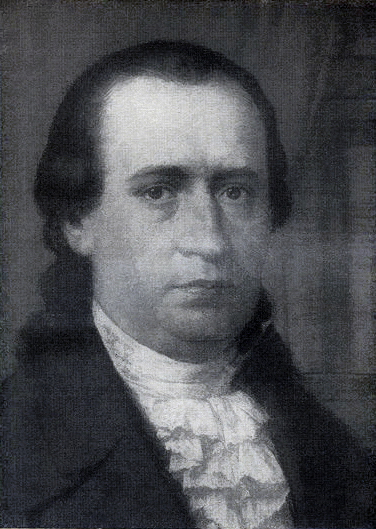
Досифей Обрадович

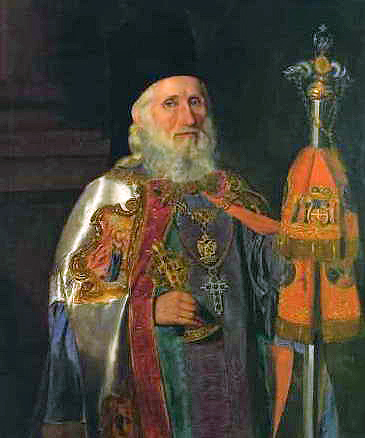
Иосиф Раячич

Экономический и социальный прогресс способствовал более раннему становлению национального самосознания сербов Австрийской империи. Уже во второй половине XVIII века народно-церковные саборы, созываемые для избрания митрополитов, выдвигали требование объединения всех населённых сербами земель в составе монархии Габсбургов и предоставления им автономии. Одновременно осложнялись сербо-венгерские отношения. Включение части бывшей Военной Границы в комитатскую систему Венгрии, осуществлённое императрицей Марией-Терезией, вызвало недовольство сербов и переселение нескольких тысяч семей по приглашению Елизаветы Петровны в Малороссию, где возникли группы поселений Новая Сербия и Славяносербия. В 1779 году были ликвидированы светские права карловацкого митрополита, что привело к падению роли православного духовенства. Однако уже в 1792 году давление сербских саборов заставило Леопольда II признать сербов равноправными гражданами Венгерского королевства и предоставить им доступ к государственной службе. Во главе национального движения сербов Воеводины в начале XIX века встал митрополит Стефан Стратимирович, выступающий за возрождение славяно-сербского царства. Параллельно шли процессы Национального Возрождения, в университетских городах империи (Пожонь, Пешт, Грац) появилась высокообразованная сербская интеллигенция, возникла современная сербская литература (Досифей Обрадович и др.), бурно развивалось книгопечатанье, расширялась сеть школ и литературных обществ. В 1826 году в Пеште была основана «Матица српска» (в 1864 году перенесена в Нови-Сад).
После начала революции 1848—1849 годов в Венгрии были выдвинуты требования объединения сербских земель и предоставления им широкой национальной автономии, однако венгерское революционное правительство отвергло эти предложения. Это привело к массовому вооружённому восстанию сербов против венгерских властей, во главе которого встал митрополит Иосиф Раячич. В Сремски-Карловцах была созвана народная скупщина сербов Австрийской империи, которая провозгласила образование автономной Сербской Воеводины, включающей Срем, Бачку, Банат и восточную часть Военной границы. В ответ в Воеводину были введены венгерские войска. Раячич, получивший от скупщины всю полноту гражданской власти в Воеводине, начал переговоры с императором и поддержал подавление венгерской революции. Военные действия первоначально развивались неблагоприятно для сербов, однако после интервенции российской армии в 1849 году венгерские войска были разбиты, а революция подавлена. В том же году была образована отдельная коронная земля Сербская Воеводина и Темешский Банат, включившая в свой состав большую часть населённых сербами земель империи. Официальными языками были объявлены немецкий и «иллирийский» (сербский). Но уже в 1860 году это образование было упразднено, а сербские территории вновь разделены между венгерскими комитатами (Срем в 1868 году вошёл в состав автономного Хорвато-Славонского королевства). В 1881 году была также окончательно ликвидирована Военная граница.

Воеводина после революции 1848—1849 годов
Австрийская империя:
Серб. Воеводина и Темешский Банат
Военная граница
Прочие территории

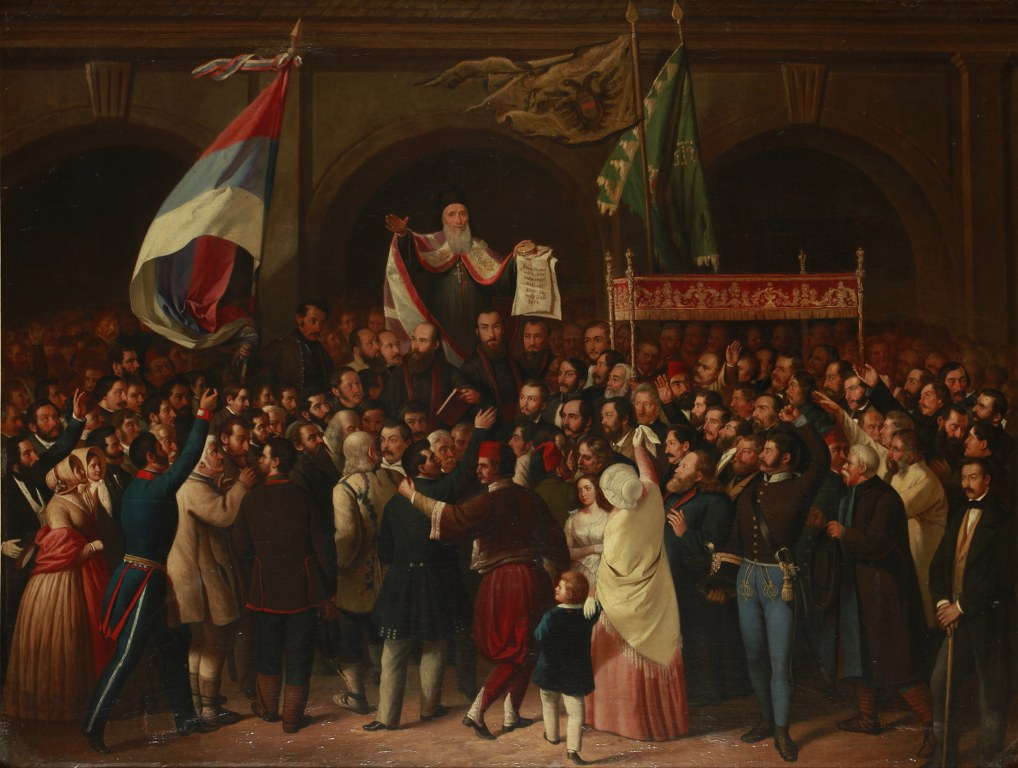
Майская скупщина и провозглашение Сербской Воеводины

Во второй половине XIX века в национальном движении сербов Воеводины усилилось либеральное крыло, во главе которого стоял Светозар Милетич и основанная в 1866 году молодёжная организация «Омладина». Либералы на первый план выдвинули требования демократических преобразований и были готовы идти на союз с венграми против венского абсолютизма. Однако после заключения Австро-венгерского соглашения 1867 года национальное движение приобрело резкую антивенгерскую направленность, а главной целью стала политическая автономия Воеводины и федерализация Австро-Венгрии. В экономическом отношении вторая половина XIX века ознаменовалась бурным развитием сельского хозяйства, чему способствовала отмена крепостного права в 1848 году и аграрная реформа 1853 года. В то же время подъём промышленности происходил значительно более медленными темпами, развивались, прежде всего, отрасли связанные с переработкой сельскохозяйственной продукции и, отчасти, текстильная промышленность. Финансово-кредитный сектор перешёл под полный контроль австрийского и венгерского капитала, в то время как сербская буржуазия занималась, главным образом, торговлей и земледелием. Среди наиболее крупных деятелей сербской науки, литературы и искусства в Воеводине середины — второй половины XIX века выделяются основоположник сербской филологии Джура Даничич, поэты Бранко Радичевич и Йован Йованович, композитор Корнелие Станкович, историк Иларион Руварац.
Этнический состав земель Воеводины по данным переписи 1910 года был следующим: Бач-Бодрог: венгры — 45 % (в основном, на севере), немцы — 23 %, сербы — 18 %; Торонталь: сербы — 32 %, немцы — 27 %, венгры — 21 %; Темеш: румыны — 34 %, немцы — 33 %, венгры — 16 %, сербы — 14 %; Срем: сербы — 44 %, хорваты — 26 %, немцы — 16 %.

## Автономное Сербское княжество

### Освобождение Сербии

Сербское княжество в 1833 г.
Сербия в 1815 году
Присоединения к 1833 году

Репрессии турецких властей в Белградском пашалыке в 1815 году вызвали новое, Второе сербское восстание, во главе которого встал Милош Обренович. Восставшим удалось разбить османскую армию, а после ноты России турецкие войска были выведены. По соглашению с белградским пашой местное самоуправление было передано в руки сербов, Милош объявлен верховным князем. Хотя в Белграде и некоторых других крепостях сохранился турецкий гарнизон, фактически Сербии была предоставлена внутренняя автономия. Это было зафиксировано в Аккерманской конвенции 1826 года и закреплено условиями Адрианопольского мирного договора 1829 года и хатт-и шерифом султана 1830 года, в соответствии с которыми Сербия добилась статуса автономного княжества при сохранении вассальной зависимости от Порты и уплаты дани. За Милошем Обреновичем был признан наследственный титул князя Сербии, а к княжеству было присоединено ещё шесть сопредельных нахий. Мусульманам (в том числе и славянам) было запрещено проживать на территории Сербии, кроме крепостей.

Милош Обренович.
М. Дафингер, 1848.

Экономика автономной Сербии оставалась отсталой. Ведущую роль играло скотоводство, прежде всего свиноводство, ориентированное на экспорт в Австрию. Хотя крестьяне получили в собственность свои земельные наделы, существовали многочисленные пережитки феодализма при сохранении тяжёлого налогового гнёта. В сельском хозяйстве господствовало мелкое и среднее крестьянское землевладение, происходил распад задруг, который, однако, пыталось сдержать государство, установив обязательный минимум величины крестьянского надела. В то же время продолжалось развитие ремесла и городов. Население Белграда увеличилось в несколько раз, здесь сконцентрировалось более трети ремесленного производства страны. Бурно развивалась торговля, в том числе местная, сложилась достаточно сильная прослойка торговой буржуазии. В развитии городской жизни и культуры княжества ведущая роль принадлежала выходцам из сербских земель Австрийской империи, которые были существенно более развиты в культурном и общественном отношении. «Пречанские сербы» (от серб. преко — «за», то есть сербы из-за Дуная и Савы) стояли у основания первых гимназий, типографий и газет, новой городской архитектуры европейского типа.
С самого начала существования Сербского княжества в нём установилась всевластие дома Обреновичей. Князь Милош полностью контролировал администрацию и судебную систему, в результате раздела бывших турецких владений сформировалась новая сербская знать, первые места в которой заняли родственники князя. В 1817 году был убит Карагеоргий, представлявший серьёзную угрозу правлению Милоша Обреновича. В княжестве отсутствовали демократические права и свободы, а также гарантии неприкосновенности собственности. Режим личной власти Милоша вызывал недовольство торговцев и верхушки бюрократии. Под их давлением в 1835 году Сербская скупщина приняла первую конституцию страны («Сретенский устав»), провозгласившую основные свободы и существенно ограничившую власть князя. Однако при поддержке России и Турции Милош Обренович вскоре её отменил. В 1838 году в Стамбуле была утверждена новая конституция («Турецкий устав»), которая ввела свободу торговли, ликвидировала пережитки феодализма и спахийной системы, несколько ограничила самовластие князя учреждением Государственного совета и расширила прерогативы Порты в сфере формирования органов власти княжества.

### Режим уставобранителей

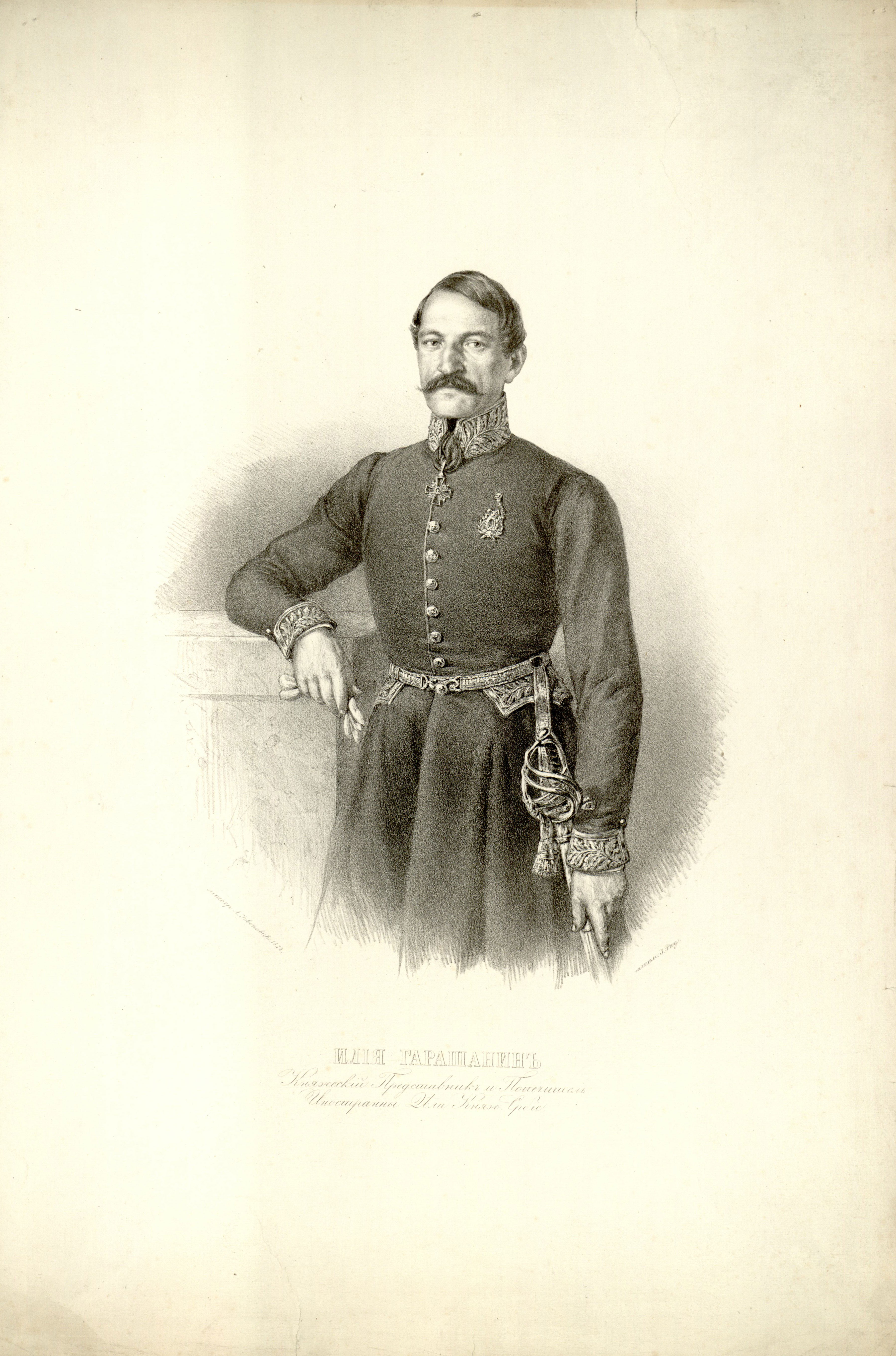
Илия Гарашанин.
А. Иованович, 1852

В 1839 году Милош Обренович отрёкся от престола, новым князем стал его несовершеннолетний сын Михаил. Фактическая власть, однако, перешла в руки олигархического Государственного совета, в котором доминировала группировка уставобранителей («защитников конституции»), представляющая интересы высшего чиновничества и крупной торговой буржуазии. Уставобранителям в 1842 году удалось свергнуть Обреновичей и провозгласить князем Александра Карагеоргиевича. В период правления уставобранителей Сербия отошла от ориентации на Россию и сблизилась с Австрией, был усилен полицейско-бюрократический характер государства, скупщина не созывалась, экономическое положение страны резко ухудшилось. В то же время впервые были выработаны принципы новой внешней политики, нацеленной на объединение всех южных славян (которые понимались как единый народ — сербы) под властью Сербского княжества. Эта программа была сформулирована в 1844 году министром внутренних дел Илией Гарашаниным в его работе «Начертания» и предполагала создание военным путём на развалинах Османской империи Великой Сербии. В дальнейшим эта идеология легла в основу внешней политики страны в XIX — начале XX века. Тем временем в Сербии активно создавались школы, гимназии и другие учреждения системы просвещения. В 1838 году в Белграде был учреждён лицей — первое высшее учебное заведение Сербии, из которого позднее возник Белградский университет. В 1841 году возникло просветительское Общество сербской словесности, у основания которого стоял родоначальник сербского драматического искусства Йован Попович. В это же время благодаря трудам Вука Караджича оформился сербский язык на основе штокавских диалектов Герцеговины.
В период революции 1848—1849 годов в Австрийской империи Сербия оказывала военную поддержку восставшим в Воеводине. Революция заставила уставобранителей несколько либерализовать режим: в 1848 году были расширены полномочия скупщины, избирательное право получили все плательщики прямых налогов. Во время Крымской войны правительство Сербии сохраняло нейтралитет, а по условиям Парижского мира 1856 года автономия княжества была расширена и закреплена гарантиями великих держав. В конце 1850-х годов в условиях экономического кризиса обострились отношения между уставобранителями и князем, который сопровождался подъёмом либеральной оппозиции. Под её давлением в 1858 году была созвана Святоандреевская скупщина, которая ограничила прерогативы Государственного совета и передала всю полноту законодательной власти скупщине. Князь Александр был смещён, к власти вернулся Милош Обренович. Режим уставобранителей пал.

### Борьба за независимость

Сербия после Берлинского конгресса 1878 года
Сербия в 1877 году
Присоединения в 1878 годуЗелёным штрихом обозначена предполагаемая западная граница Болгарии по Сан-Стефанскому миру

В 1860-е годы вновь усилилась власть князя, скупщина и Государственный совет превратились в совещательные органы, увеличилась централизация административной системы, продолжены репрессии в отношении либералов. Одновременно активизировалась внешняя политика, нацеленная на отмену конституции 1838 года и достижение Сербией полной независимости от Турции. Была введена всеобщая военная повинность, создано народное войско, на Балканах расширена сеть сербских агентов, ведущих подготовку восстания. В 1866—1868 годах были заключены соглашения о союзе с Грецией, Румынией, Черногорией, налажены связи с болгарским и хорватским освободительными движениями.
В 1862 году случайная драка на улицах Белграда между несколькими турками и сербами вызвала народное волнение, окончившееся разгромом сербами турецкого квартала. Турецкий гарнизон отвечал на это из цитадели бомбардировкой Белграда, продолжавшейся три дня (17—19 июня), но причинившей сравнительно ничтожный вред. Народ быстро вооружился, на улицах Белграда были воздвигнуты баррикады; однако дело не дошло до войны вследствие представлений иностранных консулов как турецким, так и сербским властям. Под давлением иностранных правительств Порта согласилась на уничтожение турецкого квартала в Белграде и на выселение турок из Сербии.
В 1867 году под давлением России Турция вывела свои гарнизоны из сербских крепостей. Вслед за ними княжество покинула большая часть ещё сохраняющегося мусульманского населения. С другой стороны, антитурецкая политика князя Михаила способствовала превращению страны в центр притяжения всех православных славян Османской империи: за 30 лет — с 1834 по 1863 год — численность населения Сербии удвоилась и превысила 1,1 миллиона человек.
В то же время начался подъём либерального движения: в 1866 году в Воеводине было создано молодёжное общество «Омладина», ставшее во главе национального политического и культурного возрождения. В 1864 году основано Сербское научное общество, позднее преобразованное в Сербскую академию наук и искусств. В 1868 году в Белграде открылся первый национальный театр. Однако в стране сохранялся режим личной власти князя Михаила, что вызывало недовольство либеральных кругов общества. В 1869 году Михаил Обренович был убит, к власти на время несовершеннолетия его наследника князя Милана пришли либералы во главе с Йованом Ристичем и Миливоем Блазнавацем. Им удалось добиться принятия новой конституции («Наместнический устав» 1869 года), расширившей демократические свободы и прерогативы периодически созываемой скупщины, без согласия которой князь не мог издавать законы.
Вскоре после начала в 1875 году Герцеговинского восстания Сербия начала подготовку к войне и 18 июня 1876 году объявила войну Турции. Однако спустя две недели наступление сербской армии захлебнулось. Лишь вмешательство России, заставившей Турцию заключить перемирие, предотвратило военную катастрофу. Но уже в 1877 году, с началом русско-турецкой войны, военные действия возобновились. При поддержке российской армии была освобождена значительная часть Южной Сербии, взяты Ниш, Пирот, Вране. По Сан-Стефанскому договору Османская империя признавала независимость Сербии, однако часть территорий, на которые она претендовала, передавалась Болгарии. В результате был заключён союз с Австрией, и по Берлинскому трактату 1878 года территория Сербии существенно расширилась: были присоединены Ниш, Пирот, Вране и вся юго-восточная Сербия с населением более 300 тысяч человек. Была также признана независимость Сербского государства.

## Сербское королевство

### Сербия в конце XIX века
До конца XIX века Сербия оставалась отсталой аграрной страной. Более 89 % населения было занято в сельском хозяйстве. Полностью господствовало мелкое крестьянское производство, практически не использующее машины и современные методы хозяйствования. Главной отраслью сельского хозяйства оставалась свиноводство, ориентированное на экспорт в Австрию, а также выращивание кукурузы. К концу XIX века в основном завершился распад задруг, однако мероприятия правительства по охране минимума крестьянского надела препятствовали формированию рынка наёмного труда в сельском хозяйстве. Сколь-либо крупных промышленных предприятий не существовало, несмотря на государственную политику поощрения промышленного развития, сохранялось полное доминирование ремесленного производства. Во исполнение обязательств, принятых Сербией на Берлинском конгрессе, в 1881 году началось железнодорожное строительство, которое должно было связать Вену с Салониками и Стамбулом. Строительство железной дороги, однако, не стало толчком к ускорению экономического развития и практически не оказало влияние на жизнь сельского населения страны. Внешняя торговля была сильно зависима от Австро-Венгрии, которая потребляла к концу XIX века до 86 % сербского экспорта. Основной статьёй торговли оставалась продукция животноводства. Постоянно рос государственный долг, главным кредитором также являлась Австро-Венгрия.

Милан Обренович
Стева Тодорович, 1880-е

Помимо финансово-экономической зависимости от Австро-Венгрии в конце XIX века усилилась и политическая зависимость. Проавстрийский курс князя Милана Обреновича и консерваторов после Берлинского конгресса привёл к заключению в 1881 году австро-сербской конвенции, в соответствии с которой внешняя политика страны была подчинена Вене и фактически установлен австрийский протекторат над Сербией. Согласно этой конвенции Сербия обязалась не заключать ни одного договора с другим государством без согласия австрийских властей, а также пресекать пропаганду, ведущуюся с её территории в Боснии и Ново-Пазарском санджаке. Князь Милан также отказался от претензий на Боснию, Герцеговину и Новопазарский санджак. В ответ Австро-Венгрия гарантировала поддержку династии Обреновичей и согласилась на провозглашение Сербии королевством. 22 февраля 1882 года Милан был объявлен королём сербов. Определённую проблему представляли новоприобретённые по условиям Берлинского мира земли: на этих территориях была развёрнута политика интеграции и этнической гомогенизации, в результате которой мусульманское население было изгнано, а его владения разделены между православными сербами.
Для внутриполитической жизни в 1880-х годах было характерно становление политических партий и острая борьба между ними, прежде всего между правящей младоконсервативной Сербской прогрессивной партией (напредняки) Милана Пирочанаца и Народной радикальной партией Пера Тодоровича и Николы Пашича, которой удалось привлечь на свою сторону широкие слои сельского населения, интеллигенции и мелкого духовенства. Напредняки провели ряд законов, призванных модернизировать страну, однако их реализация продвигалась крайне медленно. В частности, несмотря на принятие в 1882 году закона о всеобщем начальном образовании, из-за нехватки школ и учителей к концу XIX века неграмотными оставалось более 75 % населения Сербии. Ориентация князя и напредняков на Западную Европу вызывала недовольство русофильски настроенных крестьян и духовенства. Вспыхнувшее в 1883 году Тимокское восстание в восточной Сербии было вскоре подавлено войсками, последовали жёсткие репрессии против участников движения и членов Радикальной партии.

Александр Обренович
Влахо Буковац, 1900

В 1885 году Сербия ввязалась в войну с Болгарией, оспорив присоединение к последней Восточной Румелии, но сербская армия была наголову разбита в Сливицкой битве. Лишь вмешательство Австро-Венгрии позволило заключить мир и избежать территориальных потерь. Военное поражение в сочетании с финансовым кризисом и политической нестабильностью заставило короля Милана пойти на уступки радикалам. 22 декабря 1888 года была утверждена новая конституция, расширившая избирательное право, прерогативы скупщины и гарантировавшая демократические права и свободы. Вскоре Милан Обренович отрёкся от престола. При его несовершеннолетнем преемнике Александре Обреновиче к власти пришли радикалы, которые провели демократические реформы, восстановили союз с Россией и активизировали сербскую пропаганду в балканских владениях Турции. Однако после возвращения из эмиграции Милана Обреновича в 1894 году начался возврат к авторитаризму и репрессиям, а конституция 1888 года была отменена. Тем не менее политическая ситуация оставалась нестабильной. Помимо частой смены правительств, положение осложнил брак короля с Драгой Машин, незнатной вдовой значительно старшей его по возрасту. Попытка умиротворить радикалов утверждением новой, относительно либеральной конституции в 1901 году («Апрельский устав») не увенчалась успехом, вскоре её действие было приостановлено. В мае 1903 года группа оппозиционно настроенных офицеров организовала заговор и убила короля Александра и королеву Драгу. Их смерть положила конец правлению Обреновичей на сербском престоле. Была восстановлена конституция 1888 года, а королём был провозглашён Пётр I Карагеоргиевич.

### «Золотой век»

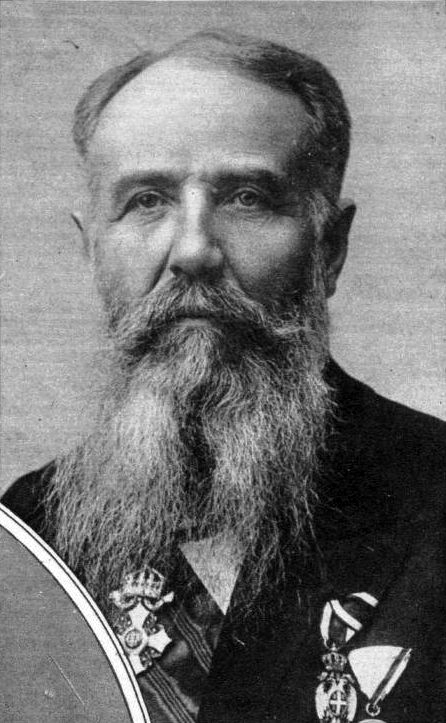
Никола Пашич

В период правления Петра I в Сербии были проведены коренные преобразования политической системы: восстановлены демократические свободы, расширены полномочия скупщины, которая стала высшим законодательным органом страны и контролировала деятельность правительства. В результате, в начале XX века Сербия представляла собой парламентскую монархию западного типа. У власти в течение пятнадцати лет (с небольшими перерывами) находилась Радикальная партия во главе с Николой Пашичем. Существенно ускорилось экономическое развитие, начали создаваться промышленные предприятия, быстро росла транспортная сеть, сократилась экономическая зависимость Сербии от Австро-Венгрии. Несмотря на прямое давление со стороны последней, приведшее к таможенной войне 1906—1908 годов, Сербии удалось найти новые рынки сбыта в Западной Европе и уменьшить долю экспорта в Австро-Венгрию до 15 %. В результате бурного развития экономики Сербия превратилась в достаточно процветающую по балканским меркам страну, а период начала XX века вошёл в сербскую историю как «золотой век» или «Периклова эпоха».

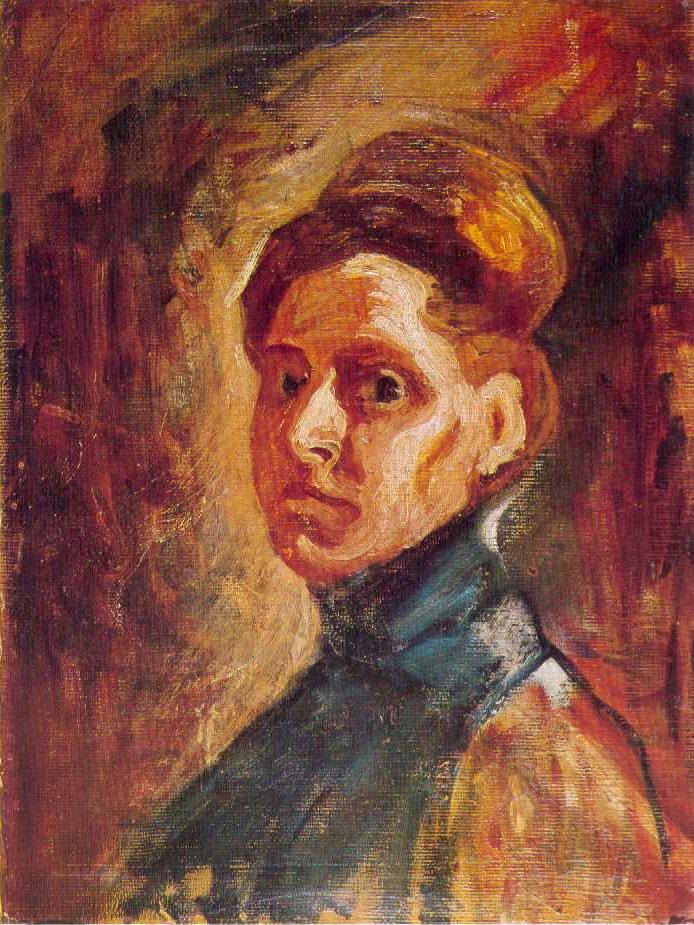
Надежда Петрович. Автопортрет, 1907.

Сербский парламентаризм «золотого века», однако, имел свою специфику. Несмотря на практически всеобщее избирательное право, политическое сознание населения в целом оставалось достаточно низким: подавляющее большинство избирателей были либо неграмотными, либо плохо образованными, их предпочтения основывались не на программах партий, а на личных симпатиях и доверии к лидерам. На выборах активно использовался административный ресурс. Значительную роль в политике играла армия: высшее офицерство было фактически независимым и имело ярко выраженные патриотические пансербские устремления. Именно в среде офицерства возникла влиятельная тайная организация «Единство или смерть» (или «Чёрная рука») во главе с Драгутином Димитриевичем-Аписом, стремившаяся к объединению всех южных славян в рамках Сербского государства.
Период конца XIX — начала XX века отмечен модернизацией общества и подъёмом культуры. Быстро расширялась сеть начальных и средних школ, просветительских учреждений, в 1905 году был основан университет. Белград превратился в бесспорный культурный центр всех сербских земель. Наибольшим влиянием в сербской общественной и культурной жизни пользовался журнал «Српски книжевни гласник» под руководством Йована Скерлича, который пропагандировал идеи просвещения и югославянского единства. Высокого уровня достигла сербская наука (работы этнографа Йована Цвийича, геофизика Милутина Миланковича). В литературе и драматическом искусстве на смену критическому реализму (Радое Доманович, Бранислав Нушич и др.) пришёл модернизм, представленный такими авторами, как Йован Дучич, Владислав Петкович Дис, Вельк Миличевич и Исидора Секуличова. Европейскую известность завоевала художник Надежда Петрович, стоявшая у истоков современного сербского искусства. Особую роль в литературе и искусстве играла национальная тематика, прежде всего косовская легенда (поэзия Велька Петровича, картины Пайи Йовановича, скульптура Ивана Мештровича).

### Балканские войны

Сербия после Балканских войн
Сербия в 1911 году
Присоединения в 1913 году
Территории, занятые в ходе Первой Балканской войны
Зелёным штрихом обозначена граница спорной части Македонии по сербо-болгарскому договору 1912

Во внешней политике ориентация на Австро-Венгрию после переворота 1903 года и убийства заговорщиками королевской четы Обреновичей сменилась сближением с Россией и Францией. Отношения с Австро-Венгрией резко осложнились после аннексии Боснии и Герцеговины в 1908 году, 40 % населения которых составляли сербы. Аннексия вызвала массовые демонстрации протеста в Сербии и формирование отрядов добровольцев. Политическим последствием стал рост патриотического движения и активизация пансербской пропаганды в населённых славянами землях Османской империи, прежде всего в Косово и Македонии. В 1912 году Сербия заключила военный союз с Болгарией, предусматривающий раздел турецких владений в Европе, который, однако, оставлял открытым вопрос будущей принадлежности Македонии. За ним последовали договоры с Грецией и Черногорией. В результате был создан антитурецкий Балканский союз, который осенью 1912 года открыл военные действия против Османской империи. В ходе Первой Балканской войны 1912—1913 годов сербские войска заняли Косово, Санджак, северную и центральную части Македонии и значительную часть Албании с Дурресом. По Лондонскому миру 1913 года Сербия и Черногория разделили между собой Новопазарский санджак и Косово, однако претензии Сербии на Албанию были отвергнуты, страна не получила выхода к морю. Из-за сопротивления Болгарии также не был решён вопрос о принадлежности Македонии. В результате вспыхнула Вторая Балканская война 1913 года, завершившаяся поражением Болгарии и разделом Македонии между Сербией и Грецией: к Сербии отошла её северная часть (Вардарская Македония).
Общая площадь присоединённых к Сербии по результатам Балканских войн земель составляла около 39 тысяч км2, население — почти 1,4 миллиона человек. Помимо сербов на них проживало значительное число албанцев, турок, а также православных македонских славян, чья национальная принадлежность ещё не была выражена. В рамках политики интеграции в Македонии были закрыты болгарские школы и просветительские общества, поощрялась сербская колонизация Косова. В самой Сербии обострились отношения между радикалами и армейскими кругами. Политический кризис был разрешён в июне 1914 года установлением регентства кронпринца Александра.

### Сербия в Первой мировой войне

Сербия и Балканский фронт в Первой мировой войне
Территории, оккупированные Австро-Венгрией
Территории, аннексированные Болгарией

Военные успехи Сербии существенно подняли престиж государства. Сербия заняла лидирующие политические позиции на Балканском полуострове и встала во главе национальных движений южных славян. Это, однако, способствовало радикализации сербских националистов. 28 июня 1914 года группа боснийско-сербских радикалов, связанных с представителями сербского офицерства из организации «Объединение или смерть», совершили убийство эрцгерцога Франца Фердинанда, наследника престола Австро-Венгрии. Австрийские власти возложили ответственность за это убийство на Сербию и предъявили ей ультиматум. Отказ сербского правительства выполнить одно из условий ультиматума стал поводом к началу Первой мировой войны.

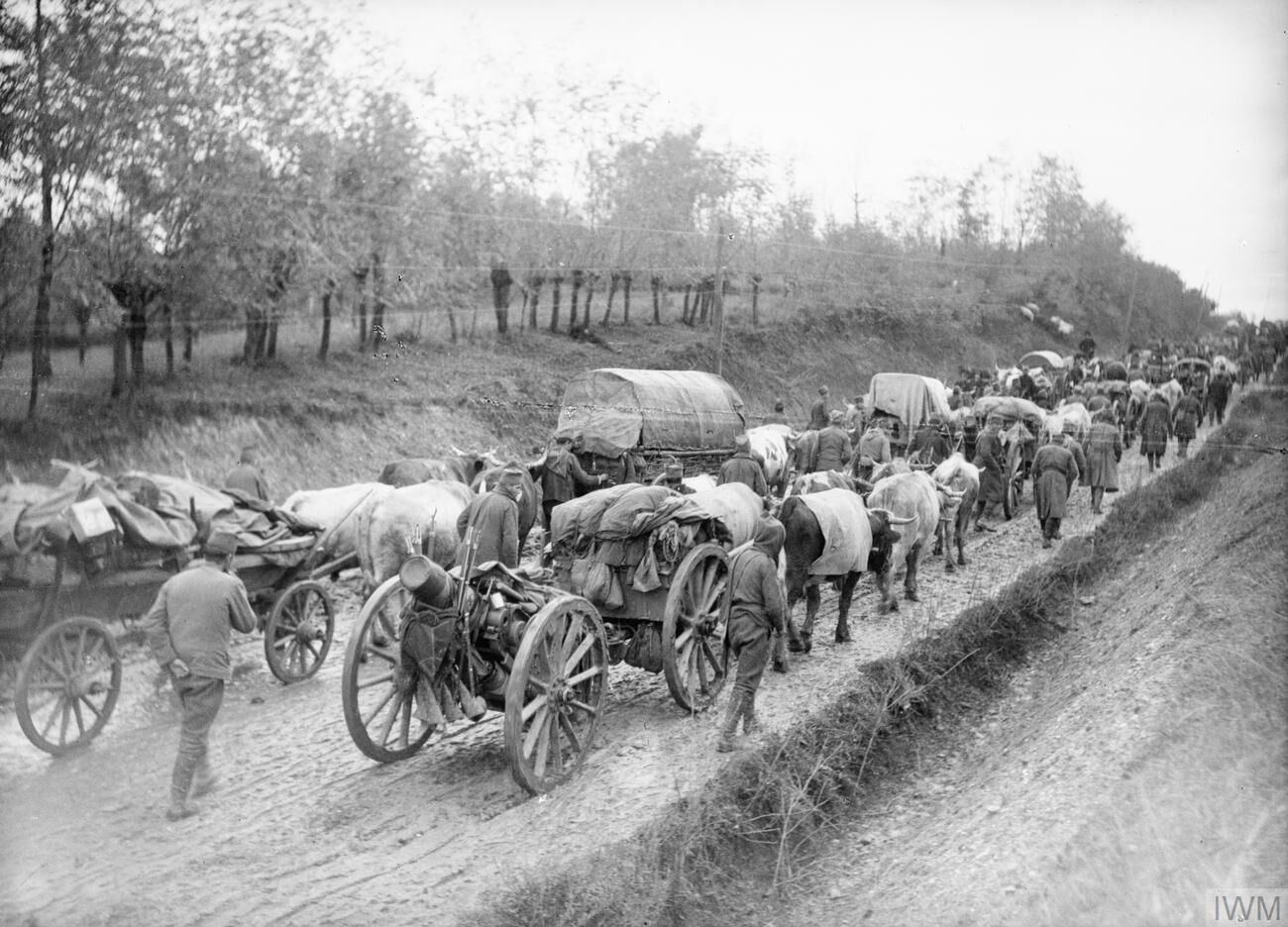
Отступление сербской армии в Албанию в 1915 г.

Военный потенциал Сербии сильно уступал силам Австро-Венгерской монархии. Однако в первый год войны сербам удавалось сдерживать противника: в сентябре 1914 года после сражения на Дрине австрийские войска были отброшены в Боснию, а в начале декабря того же года они были разбиты при Колубаре и вытеснены из Белграда. Победы Сербии значительно подняли её престиж в странах Антанты и среди европейской общественности. Но страна находилась на пределе своих возможностей: мобилизовано было более 700 тысяч граждан (1/6 населения всей страны), потери за первый год войны составили около 163 тысяч человек, весной 1915 года вспыхнула эпидемия тифа, унёсшая жизни более 150 тысяч сербов, катастрофически вырос государственный долг.

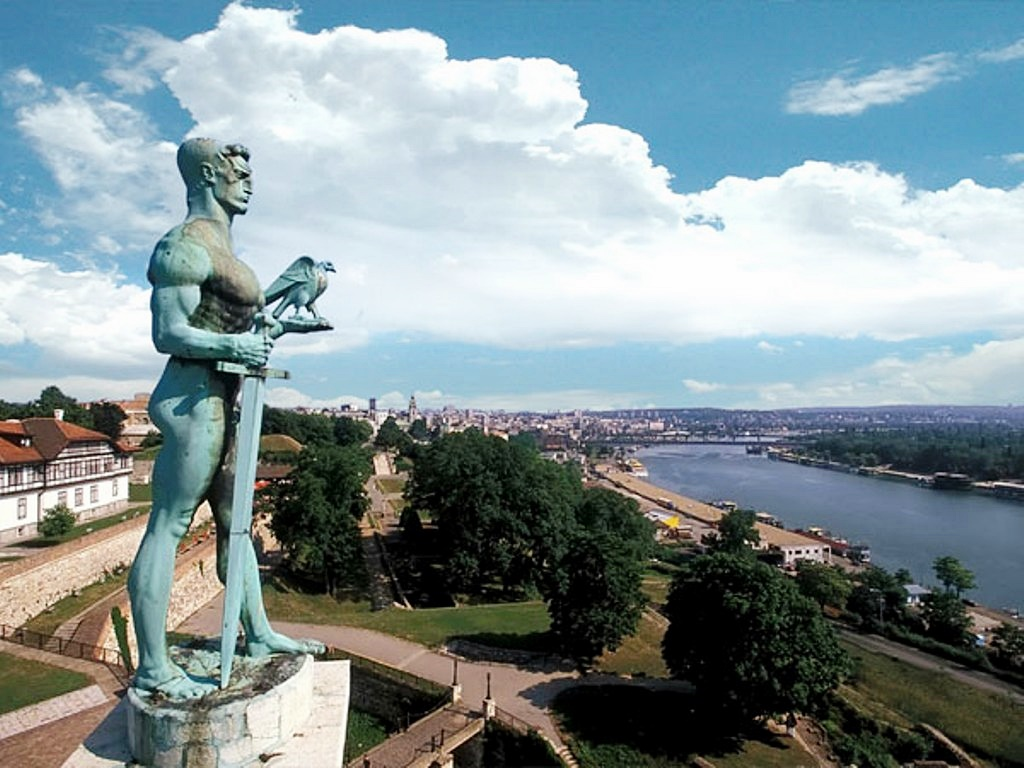
Монумент «Победитель» в честь прорыва Салоникского фронта, Белград

23 сентября 1915 года в войну на стороне Австро-Венгрии и Германии вступила Болгария, продолжающая претендовать на сербскую часть Македонии. В результате скоординированной атаки австрийских, германских и болгарских войск и несмотря на героическое сопротивление, в октябре 1915 года сербская армия была разбита на всех фронтах и с колоссальными потерями отступила через горы Албании к Адриатике. Её остатки были эвакуированы союзниками на Корфу. Территория Сербии была оккупирована австрийскими, германскими и болгарскими войсками.

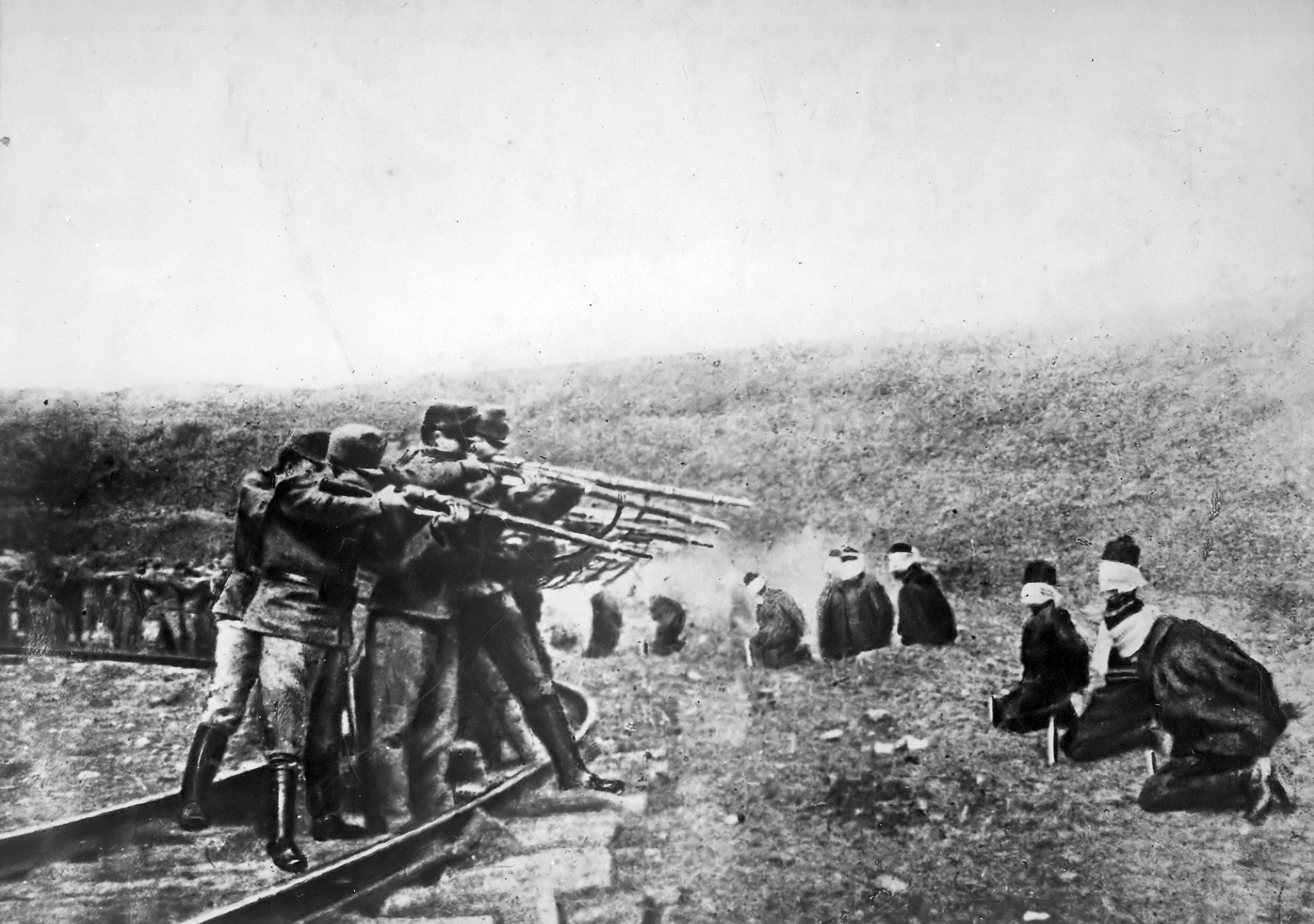
Австрийские солдаты расстреливают пленных сербов

Уже в начале 1916 года на Корфу были вновь сформированы сербские корпуса, которые отправились на Салоникский фронт, где вместе с англо-французскими войсками продолжили военные действия. В конце 1916 года сербские части освободили Битолу, однако дальнейшее продвижение было остановлено. В то же время на Корфу продолжало действовать сербское правительство в эмиграции во главе с Николой Пашичем. В 1917 году состоялся процесс против членов организации «Объединение или смерть», в результате которого её лидеры, включая Драгутина Димитриевича были казнены, а армия перестала играть независимую роль в политической жизни страны. Осенью 1918 года произошёл коренной перелом в войне: в серии сражений франко-сербские войска разгромили болгарские и австрийские армии и двинулись на север, Болгария вышла из войны. 10 ноября 1918 года союзники форсировали Дунай. Сербия была освобождена.
Первая мировая война имела катастрофические последствия для Сербии: в ходе военных действий и из-за болезней погибло и умерло около 735 тысяч сербов, то есть более 15 % общей численности населения страны. Страна была разорена, предприятия разрушены, экономика находилась в упадке.

### Преобразование в Королевство сербов, хорватов и словенцев

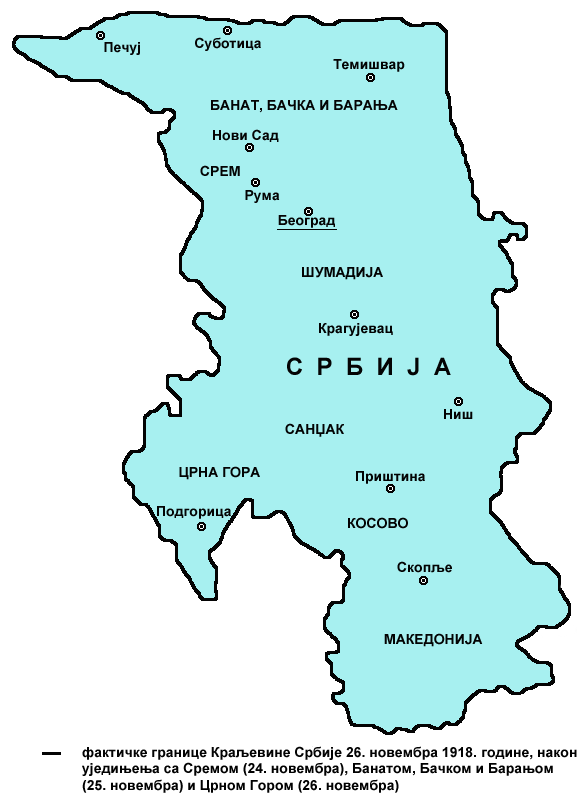
Сербия в 1918 году

Формирование Королевства сербов, хорватов и словенцев:
Королевство Сербия
Королевство ЧерногорияТерритории Австро-Венгрии:
Босния и Герцеговина
Далмация
Нижняя Штирия
Крайна
части Каринтии
Королевство Хорватия и Славония
части Венгерского королевстваТерритории Болгарии:
Присоединения в 1919 году

Уже в самом начале Первой мировой войны правительство Сербии провозгласило, что ведёт войну за освобождение южнославянских народов и их объединение в рамках Великой Сербии. В апреле 1915 года в Лондоне был сформирован Югославянский комитет из представителей национальных движений южных славян на территориях, входящих в состав Австро-Венгрии, для координации усилий по свержению австрийской власти. 20 июля 1917 года на Корфу между Югославянским комитетом и правительством Сербии была подписана декларация, предусматривающая объединение Сербии, Черногории и южнославянских земель в составе Австро-Венгрии в единое независимое государство во главе с королём из сербской династии Карагеоргиевичей и с равными правами трёх наций — сербов, хорватов и словенцев.
Поражение Австро-Венгрии в войне и её коллапс позволили реализовать идею объединения южных славян. Уже 29 октября 1918 года в Загребе было объявлено о создании Государства словенцев, хорватов и сербов на территориях, ранее входящих в состав Австро-Венгрии. 24 ноября 1918 года о вхождении в состав Сербии заявил народный сабор Срема, день спустя такое же решение принял национальный комитет сербов Баната, Бачки и Бараньи, а 26 ноября было объявлено о присоединении к Сербии Черногории. Наконец 1 декабря королевство Сербия и Государство словенцев, хорватов и сербов объединились в единое независимое государство, получившее название Королевство сербов, хорватов и словенцев. Его королём был провозглашён Пётр I Карагеоргиевич.

## Сербия в королевской Югославии
Идеологической основой нового государства стало «югославянство», выросшее из иллиризма: в рамках единого государства сербы, хорваты и словенцы должны были с течением времени сформировать единый югославянский народ. Эта концепция, однако, не признавала национальную самобытность прочих славянских народностей страны (славян-мусульман, македонских славян и черногорцев), которые официально считались сербами. Неславянские народы (косовские и македонские албанцы, боснийские и санджакские турки, венгры и немцы Воеводины) оказались на положении нежелательных этнических меньшинств, причём если в отношении венгров и немцев государственная политика была относительно толерантной, то турки и албанцы подвергались открытой дискриминации, нацеленной на выдавливание этих народностей из страны. Одновременно поощрялось переселение сербских колонистов в Македонию и Косово, а использование македонского языка в учреждениях образования и органах власти запрещено. Выступления македонских славян и албанцев против сербизации жестоко подавлялись. Тем не менее, македонский и албанский вопросы по своей остроте в политической жизни государства сильно уступали главной внутренней проблеме: сербо-хорватским противоречиям. Сербия являлась безусловным ядром нового государства, а сербская элита заняла доминирующие позиции в политической системе страны. Это вызывало недовольство хорватской буржуазии и интеллигенции. Интеграционные процессы, основанные на сербской политической культуре, натолкнулись на отпор хорватов. Число приверженцев «югославянства» в Хорватии быстро сокращалось, росла популярность националистических идей.

### Период парламентаризма
Социально-экономическое положение Королевства сербов, хорватов и словенцев в первые годы его существования было крайне тяжёлым: послевоенная разруха, инфляция, высокий уровень безработицы, нерешённость аграрного вопроса вели к волнениям в деревне и частым массовым забастовкам рабочих. На протяжении всего межвоенного периода в Сербии сохранялось полное доминирование сельского хозяйства в экономике, причём его модернизация шла крайне медленными темпами из-за мелкоземелья и отсутствия капитала. Объединение южнославянских земель не дало сколь-либо значительного толчка к развитию сербской промышленности: сказывались такие отрицательные факторы, как конкуренция со стороны словенских и хорватских предприятий, крайне низкая покупательная способность населения Сербии и более отсталых регионов, нехватка рабочей силы и финансовых ресурсов. Тем не менее, в межвоенный период в Сербии начались процессы индустриализации, прежде всего в добывающей, пищевой и табачной отраслях. Белград был полностью перестроен (в т.ч. русскими архитекторами-эмигрантами) и превратился в крупный европейский столичный центр.

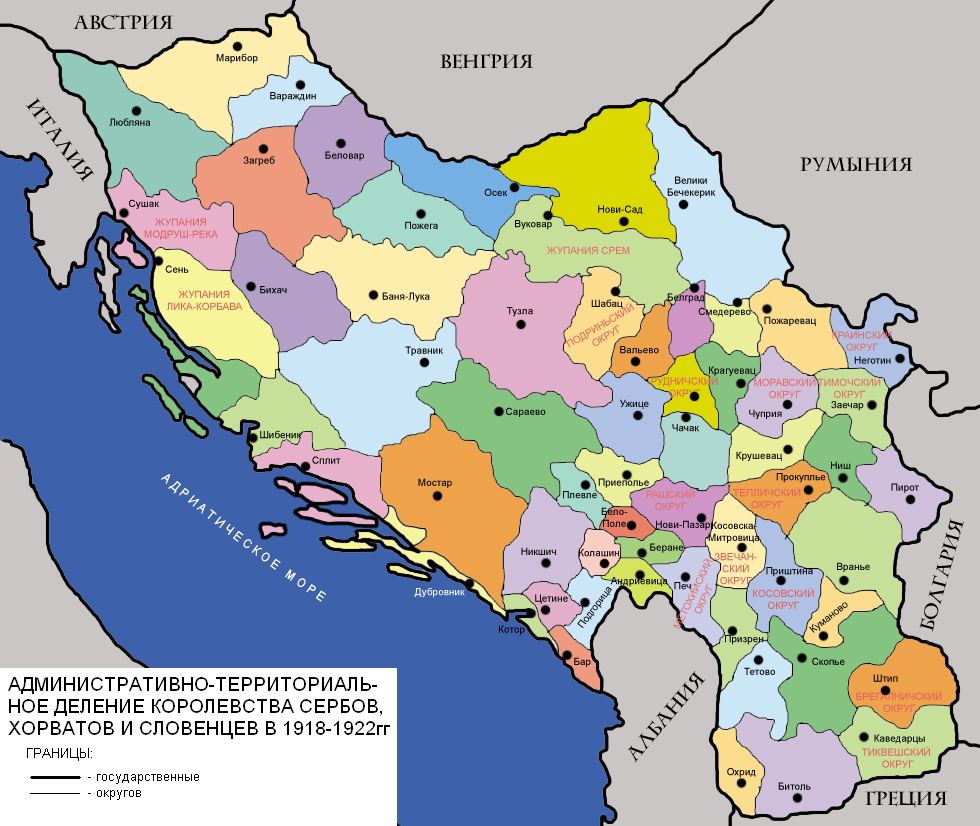
Административно-территориальное деление в 1918—1922

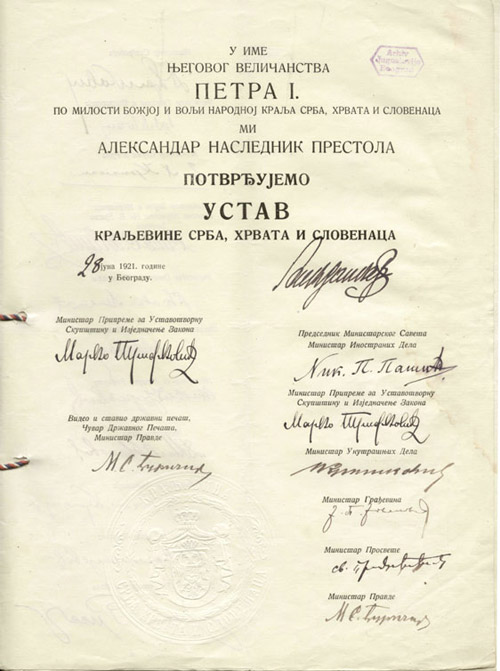
Титульный лист «Видовданского устава»

В политической системе Королевства сербов, хорватов и словенцев ведущая роль принадлежала двум сербским партиям: Народной радикальной партии Николы Пашича, перешедшей на консервативные, пансербские позиции, и более либеральной Югославской демократической партии Любомира Давидовича, отстаивающей идею единого югославянского народа. Ни одной из этих партий не удалось завоевать сколь-либо значительной поддержки у несербских народов страны, однако относительное численное большинство сербов в этническом составе населения королевства (из двенадцатимиллионного населения Югославии сербы составляли 4,7 млн, то есть 39 %) позволяло радикалам и демократам попеременно находится у власти на протяжении 1920-х годов. Их главным политическим противником являлась Хорватская крестьянская партия во главе со Степаном Радичем, требующая федерализации государства. В 1921 году под давлением сербских партий была принята конституция («Видовданский устав»), зафиксировавшая унитарное устройство страны. Для 1920-х годов была характерна острая политическая борьба между радикалами и демократами, а также между сербскими и несербскими партиями, хронический политический кризис, интриги и чехарда правительств. Попытки компромисса между сербской и хорватской элитой неизменно проваливались, росло напряжение в сербо-хорватских отношениях, переходящее в районах со смешанным населением в столкновения на национальной почве. Экономические и социальные вопросы были отодвинуты на задний план и оставались нерешёнными. К концу 1920-х годов обе главные сербские партии находились в глубоком кризисе, в то время как влияние короля неуклонно росло. Кульминацией стало убийство сербским депутатом двух представителей Хорватской крестьянской партии на заседании парламента 20 июня 1928 года.
Единственной сферой, в которой удалось достичь прогресса в объединении югославянских народов, стала культура. Диалекты хорватов, сербов и мусульман продолжали сближаться вплоть до формирования единого сербохорватского языка, латиница стала второй письменностью для сербов, Белград и Загреб превратились в межнациональные культурные и научные центры. Белград, кроме того, стал одним из важнейших европейских центров русской эмиграции, что оказало значительное влияние на развитие югославской культуры. В литературе и искусстве этнические особенности отошли на второй план, а на первый план вышло противостояние авангарда и традиционного искусства. Доминирующую роль в 1920-х годах играл экспрессионизм, наиболее значительными представителями которого в Сербии являлись, прежде всего писатель Милош Црнянский и поэт Растко Петрович, а также, в литературе — Станислав Винавер и Драгиша Васич, в изобразительном искусстве — Зора Петрович и Милан Конёвич. В скульптуре безусловное лидерство принадлежало хорвату Ивану Мештровичу, автору монумента «Победитель», ставшему одним из символов Белграда.

### Королевская диктатура

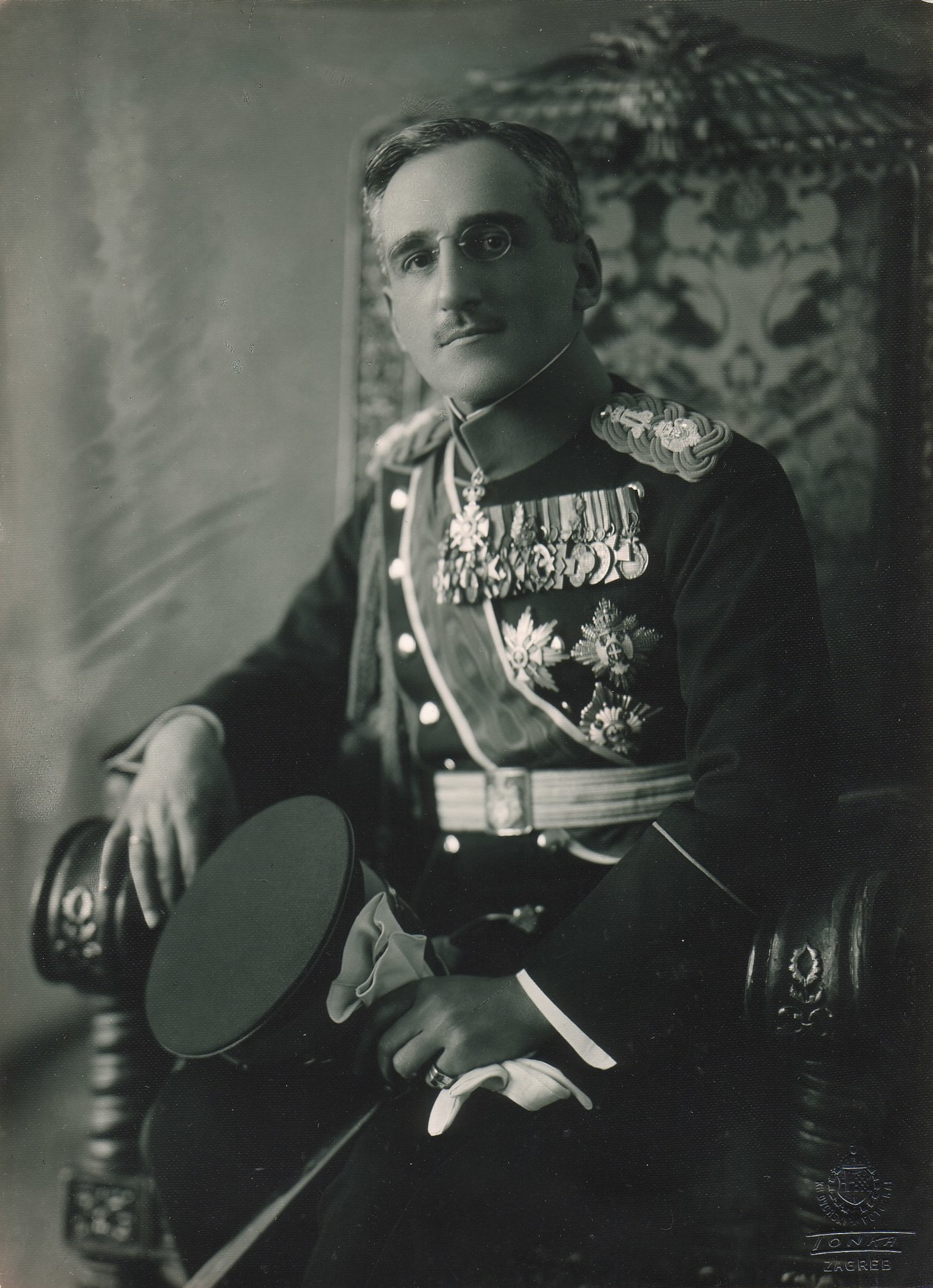
Король Александр I Карагеоргиевич

6 января 1929 года произошёл государственный переворот: король Александр I отменил конституцию, распустил парламент и взял власть в свои руки. Главной целью государства было провозглашено ускоренное формирование единой югославской нации, деятельность политических партий и общественных организаций, основанных на этническом принципе, была приостановлена, использование символики отдельных народов (в том числе и сербского) запрещено. Страна получила название королевство Югославия, введено новое административное деление (бановины), практически не учитывающее исторические и этнические границы, и жёсткий полицейский режим. Новая, октроированная, конституция 1931 года («Сентябрьский устав») существенно расширила прерогативы короля.
После переворота сербская элита продолжала сохранять доминирующие позиции, а сербское крестьянство оставалось главной опорой режима. В семи из десяти бановин сербы составляли большинство населения. В то же время, новое административное деление способствовало размыванию и без того нечётких представлений об этнических границах сербских земель. Концепция «югославянства» не вызывала отторжения у большинства сербов, поэтому оппозиция королевской диктатуре в Сербии была крайне слабой. Королю удалось стабилизировать политическую ситуацию, провести унификацию законодательства и существенно снизить уровень коррупции в администрации. С течением времени, однако, крах югославянской идеи становился всё более очевидным. Начался новый подъём национальной оппозиции, активизировались сепаратистские силы (прежде всего в Хорватии, Македонии и Косове). Положение осложнял мировой экономический кризис и Великая депрессия, которые сильно ударили по хозяйству страны.
В сербской культуре 1930-х годов одним из наиболее ярких явления стал сюрреализм, который считается вершиной сербского авангарда. У истоков этого течения стояли белградские журналы «Гипнос» и «Немогуче» во главе с Раде Драиначем и Марко Ристичем. Среди представителей сюрреализма в литературе — Александар Вучо и Оскар Давичо, в театральном искусстве — Ранко Младенович, в изобразительном — Ное Живанович. Большее значение, однако, имело развитие реализма (Бранислав Чосичов и единственный нобелевский лауреат из югославских писателей боснийский хорват Иво Андрич). В поэзии выделялась Десанка Максимович, в драматургии — Бранислав Нушич и Михайло Исайлович, наряду с традиционалистской архитектурой (собор св. Саввы в Белграде) развивался и модернизм (дворец «Албания», церковь св. Антонина Падуанского в Белграде).

Административное деление Югославии в 1929—1939 годах.
Оттенками красного показаны бановины с преобладанием сербского населения.
Красный штрих — западная граница сербских земель в представлении сербских националистов.
Зелёный штрих — граница автономной Хорватской бановины в 1939 году.

В 1934 году король Александр I был убит в Марселе хорватскими и македонскими националистами. Власть перешла к регентскому совету во главе с принцем Павлом. В 1935 году председателем правительства стал Милан Стоядинович, которому удалось стабилизировать ситуацию. Хотя авторитарный характер режима был сохранён, Стоядинович и принц Павел предприняли либерализацию политической системы: была разрешена деятельность национальных политических партий и организаций, в правительство вошли представители мусульман и словенцев, при этом продолжилось преследование сепаратистов и коммунистов. Фактически произошёл демонтаж курса Александра I на ускоренное формирование югославянской нации. Во внешней политике началось сближение с Германией, после начала в 1939 году Второй мировой войны было объявлено о нейтралитете Югославии, в 1940 году Югославия признала Советский Союз.

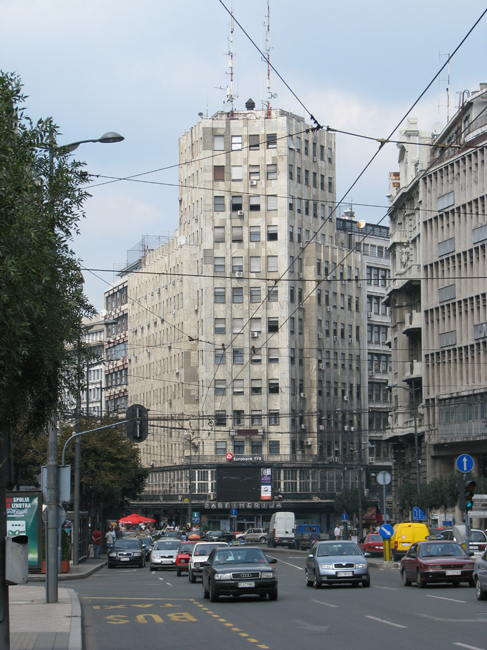
Дворец «Албания», Белград, 1940

Рост внешнеполитической угрозы в конце 1930-х годов и укрепление националистических сил внутри страны заставил правительство пойти на уступки хорватским радикалам. В 1939 году была сформирована отдельная автономная Хорватская бановина с широким внутренним самоуправлением и обширной территорией. Уступки правительства хорватам вызвали возрождение национализма в Сербии: под руководством Сербского культурного клуба (СКК) начали создаваться местные националистические организации, выступающие с требованием прекращения уступок хорватам и объединения всех населённых сербами земель в единую административную единицу, которая должна была стать ядром реформированной в великосербском духе Югославии. Одновременно начался подъём коммунистического движения: Коммунистическая партия Югославии, во главе которой встал Иосип Броз, являлась единственной вненациональной политической организацией страны, а её лозунг федерализации страны на основе равноправия народов быстро завоёвывал популярность среди интеллигенции и неимущих слоёв общества.
25 марта 1941 года югославское правительство под жёстким давлением Германии подписало протокол о присоединении к Берлинскому пакту. В Сербии, в отличие от других регионов страны, прогерманские настроения и идеология фашизма и нацизма не имели сколь-либо значительной поддержки населения. Резко против внешней политики правительства выступала оппозиция и военные круги. В ночь на 27 марта в Белграде сербские генералы и руководители СКК совершили государственный переворот и сместили прогерманское правительство и регента принца Павла. Переворот был с восторгом встречен всеми слоями сербского общества. В городах Сербии прошли массовые демонстрации в его поддержку, сопровождаемые призывами к организации народной обороны против германской агрессии.

## Сербия в годы Второй мировой войны

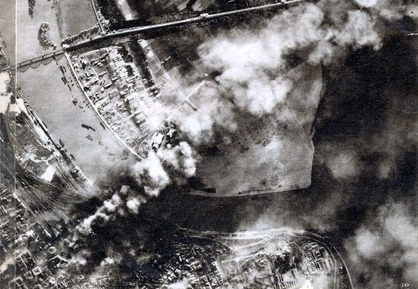
Бомбардировки Белграда немецкой авиацией

Раздел территории Сербии в годы Второй мировой войны
Независимое гос-во Хорватия
Черногория (оккуп. Италией)Территории, оккупированные Германией:
Сербия
Сербский БанатТерритории, аннексированные сателлитами Германии и Италии:
Венгрией
Болгарией
Албанией
Аннексировано Италией

6 апреля 1941 года после массированной бомбардировки Белграда в Югославию вторглись войска Германии и Италии. К ним присоединились армии Венгрии и Болгарии. Плохо вооружённая, этнически расколотая югославская армия, возглавляемая самоуверенным, но низкоквалифицированным генералитетом, была неспособна оказать захватчикам сколь-либо значительное сопротивление, и вторжение быстро превратилось в триумфальный марш. Югославские солдаты, особенно из несербских областей, бежали или капитулировали без боя. В течение одиннадцати дней страна была оккупирована и разделена. Бачка была аннексирована Венгрией, Македония и юго-восточная Сербия — Болгарией, Косово — Албанией. На территории Хорватии, Боснии и Герцеговины было создано марионеточное Независимое государство Хорватия. В центральной Сербии было организовано прямое военное управление Германии, хотя номинально существовало собственное прогерманское правительство Милана Недича.
Как и в других оккупированных странах, в Сербии были уничтожены практически все евреи, кроме того, десятки тысяч людей были казнены или отправлены в концентрационные лагеря по подозрению в сотрудничестве с антифашистскими силами или в качестве расплаты за действия партизан. В Сербию переселилось около 350 тысяч беженцев с земель, отошедших к Хорватии, Албании и Болгарии, где сербы подвергались жесточайшим репрессиям и геноциду. В то же время экономика Сербии относительно мало пострадала в период вторжения: крупные предприятия сменили хозяев, но продолжали работу; в отличие от других областей страны, в Сербии не было голода.

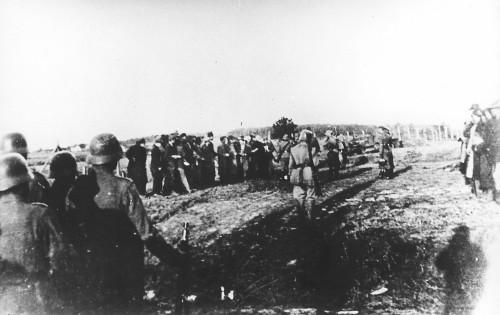
Немцы забирают документы у приговорённых к расстрелу сербов

4 июля 1941 года в стране началась официально народно-освободительная война против немецких захватчиков и их союзников. Действия отрядов Народно-освободительного движения на протяжении конца 1941 — начала 1944 года, однако, были ограничены отдалёнными районами и практически не затрагивали крупные города. В результате, до весны 1944 года ситуация в Сербии оставалась стабильной. Изначально в антифашистском движении участвовали как монархисты (четники во главе с Драголюбом Михайловичем), так и партизаны-коммунисты (Народно-освободительная армия Иосипа Броза Тито). На протяжении всей войны они наносили существенный урон оккупационным силам и временами контролировали довольно значительные территории (Ужицкая республика). Однако наряду с борьбой против немцев и усташей, четники и партизаны сражались и между собой. После разгрома немецкими войсками Ужицкой республики осенью 1941 года и до середины 1944 года преимущество в освободительной борьбе в Сербии принадлежало четникам, тесно сотрудничавшим с союзниками и югославским правительством в изгнании.
Постепенно, однако, перевес склонился в сторону коммунистов. Михайлович стремился к восстановлению довоенной авторитарной системы и был близок к националистическому крылу сербской оппозиции (СКК), в то время как коммунисты выступали с идеей обновлённой на основе социального и этнического равенства федеративной и демократической Югославии. Карательные акции против мирных жителей — хорватов и мусульман, осуществлённые четниками в ходе борьбы с усташами, окончательно оттолкнули от движения несербские нации Югославии. Напротив, коммунисты не были замечены в преступлениях на этнической почве. Поэтому если среди четников полностью доминировали сербы, то в отрядах партизан сражались представители всех наций Югославии. Кроме того, тактика четников заключалась в выжидании высадки союзников и допускала сотрудничество с коллаборантами, тогда как партизаны-коммунисты постоянно наступали и активно использовали мобильные боевые группы. В результате, в 1943 году британское, а следом за ним и советское правительства постепенно перешли от поддержки четнического движения к помощи партизанам. Под давлением союзников король Пётр II и правительство в изгнании в 1944 году признали Тито руководителем сил сопротивления Югославии.

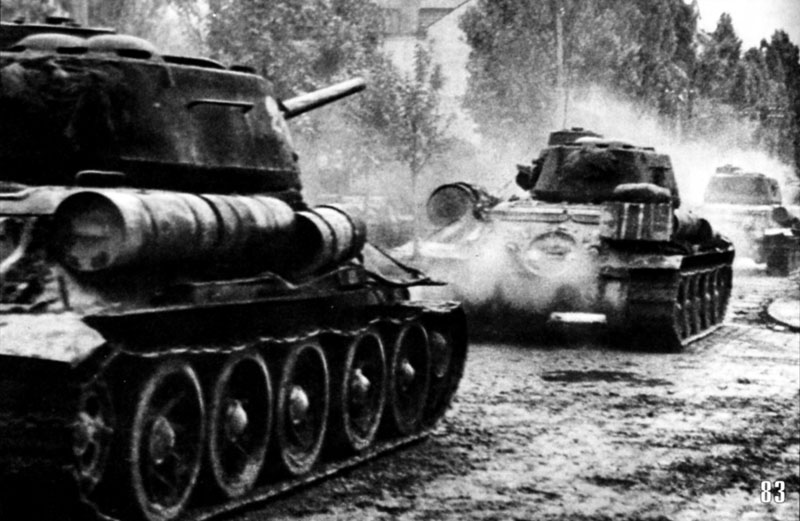
Танки РККА в боях за Белград

28 июля 1944 года Народно-освободительная армия Югославии начала массированное наступление из Боснии на территорию оккупированной Сербии. В конце сентября на территорию Сербии вступили советские и болгарские войска. 20 октября совместными действиями Красной армии и партизан был освобождён Белград. Затем соединения НОАЮ, значительно укрепившиеся за счёт мобилизации гражданского населения, начали продвижение в Воеводину, Хорватию, Боснию и Словению. Особенно тяжёлые бои шли на Сремском фронте, где пало около 20 тысяч солдат. 7 ноября 1944 года произошёл воздушный бой над Нишем — боевое столкновение американских и советских войск, один из нескольких десятков документально подтверждённых эпизодов Второй мировой войны, классифицируемых как огонь по своим.
К середине мая 1945 года силами югославской армии и не без участия советских войск страна была полностью освобождена. Повсеместно и без особого сопротивления власть перешла в руки коммунистов, что сопровождалось репрессиями против коллаборантов и участников четнического движения, установлением контроля над деятельностью некоммунистических партий, экспроприацией крупной собственности и разделом конфискованной земли между беднейшими крестьянами.
Война нанесла огромный ущерб стране. По современным оценкам, в годы войны погибло около 1,1 миллиона граждан Югославии, из них около 560 тысяч сербов. Наибольшие потери понесло сербское население Боснии и Герцеговины и Хорватии, на территории собственно Сербии погибло порядка 200 тысяч человек. Была практически полностью уничтожена транспортная инфраструктура, объём промышленного производства сократился в два раза, примерно такое же падение отмечено в сельском хозяйстве. 
Однако благодаря трудовому энтузиазму, прежде всего молодёжи, помощи союзников и поступлению репараций из Германии и Италии, экономика быстро восстанавливалась. Уже к концу 1946 года было восстановлено более 90 % железнодорожных путей, а промышленное производство вышло на довоенный уровень. К этому же времени было окончательно подавлено сопротивление скрывавшихся в труднодоступных областях отрядов четников, усташей и албанских баллистов.

## Сербия в социалистической Югославии

### Образование Федеративной республики Югославия

Сербия в составе Федеративной народной республики Югославия
Народная республика Сербия
Прочие республики ФНРЮ

29 ноября 1945 года было провозглашено создание Федеративной народной республики Югославия. В её составе было образовано шесть национальных республик, одной из которых стала Народная республика Сербия (c 1963 года — Социалистическая республика Сербия). В рамках Сербии были созданы два автономных края — Воеводина, со значительным венгерским населением, и Косово и Метохия, где подавляющее большинство жителей были албанцами. Значительное число сербского населения осталось за пределами Народной республики Сербия — прежде всего, в Боснии и Герцеговине и Хорватии. Хотя Сербия стала лишь одним из шести равноправных субъектов федерации, роль сербов на уровне государства оставалась высокой: сербы и черногорцы, составлявшие лишь около 45 % населения страны, занимали более 84 % должностей в государственном аппарате Югославии и около 70 % военных постов в Народной армии. Это было связано с более высоким уровнем самоидентификации сербов с югославским государством и их ведущей роли в партизанском и коммунистическом движении в годы войны.
Несмотря на то, что государство оставалось централизованным, а фактические полномочия отдельных республик были минимальными, федерализация Югославии способствовала улучшению межэтнических отношений и прекращению национальной дискриминации. Единственным исключением были воеводинские и словенские немцы — в массовом порядке их направляли в лагеря для интернированных и вынуждали к эмиграции. В Воеводину переселилось около 350 тысяч сербов и представителей других славянских национальностей, что радикально изменило этнический состав населения края. В то же время, по отношению к албанцам, несмотря на их антиюгославское восстание в начале 1945 года, власти использовали политику умиротворения: в частности, не была проведена ревизия земельных переделов за годы оккупации Косова, а возврат сербских беженцев в Косово был сделан невозможным.
Первые выборы в Учредительное собрание, состоявшиеся в ноябре 1945 года, были бойкотированы оппозицией и принесли безоговорочную победу Народному фронту, руководимому Коммунистической партией Югославии: более 90 % голосов участников выборов. Хотя результаты в некоторых регионах, по мнению современных исследователей, фальсифицировались, общественная поддержка коммунистов являлась очевидной. В начале 1946 года была утверждена новая конституция Югославии и сформировано правительство во главе с Тито. В том же году подверглись роспуску все партии, кроме коммунистической, произведена национализации всех крупных и средних предприятий, введена система экономического планирования. 17 января 1947 года была принята конституция Народной республики Сербия, которая, в частности, провозгласила право каждого народа на самоопределение вплоть до отделения.

### Правление Тито

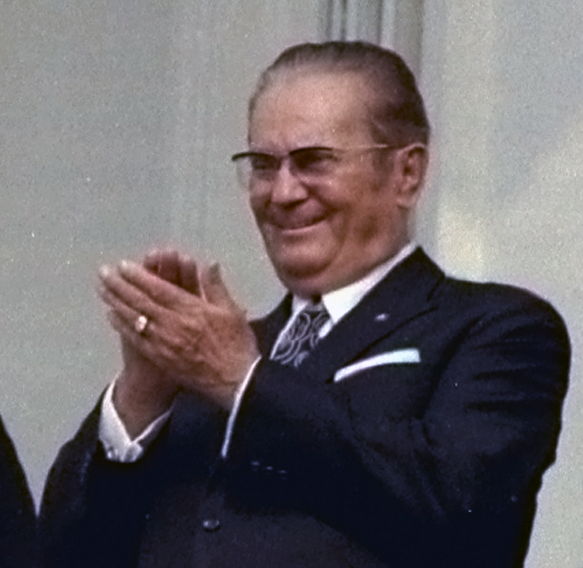
Иосип Броз Тито, лидер СФРЮ

Первоначально Югославия ориентировалась на Советский Союз, однако в 1948 году между Тито и Сталиным произошёл разрыв. В 1949 году началась коллективизация крестьянских хозяйств и форсированная индустриализация экономики. В 1950 года произошёл поворот в политике: был взят курс на децентрализацию и расширение самоуправления, прежде всего в экономических вопросах. Началось постепенное отдаление Югославии от стран советского блока. Хотя сохранялась социалистическая экономика и авторитарная политическая система, в начале 1950-х годов была несколько расширена возможность частного предпринимательства, произведена децентрализация управления, на уровень республик были переданы вопросы экономики, образования, культуры и социальной сферы, на 60 % сокращён федеральный административный аппарат. Базовым элементом системы самоуправления стали трудовые коллективы предприятий, представители которых стали формировать палаты парламентов республик и федеральной скупщины, что было закреплено в конституциях ФНРЮ и республик, утверждённых в 1953 году. Разрыв с СССР открыл перед Югославией возможность кредитования на Западе, что, вместе с переориентацией промышленности с тяжёлой на лёгкую и перерабатывающую, способствовало быстрому росту промышленного производства. В 1961 году трудовым коллективам было передано право по собственному усмотрению распределять прибыль предприятий. Была также прекращена коллективизация, в Сербии были распущены практически все колхозы, увеличились инвестиции в сельское хозяйство. В то же время, распад колхозов в Сербии привёл к возврату к довоенному мелкоземелью и, соответственно, стагнации аграрного сектора.
В целом, реформы способствовали хозяйственному подъёму и существенному повышению уровня жизни. В 1960-х годах экономика Югославии переживала бурный рост, страна превращалась из аграрной в аграрно-индустриальную. В Сербии, в частности, доля занятых в сельском хозяйстве уменьшилась с 75 % до 56 %. По уровню экономических и гражданских свобод Югославия существенно опережала другие социалистические страны. В соответствии с принятой в 1963 году конституцией государство было переименовано в Социалистическую федеративную республику Югославия, президентом которой остался Иосип Броз Тито.

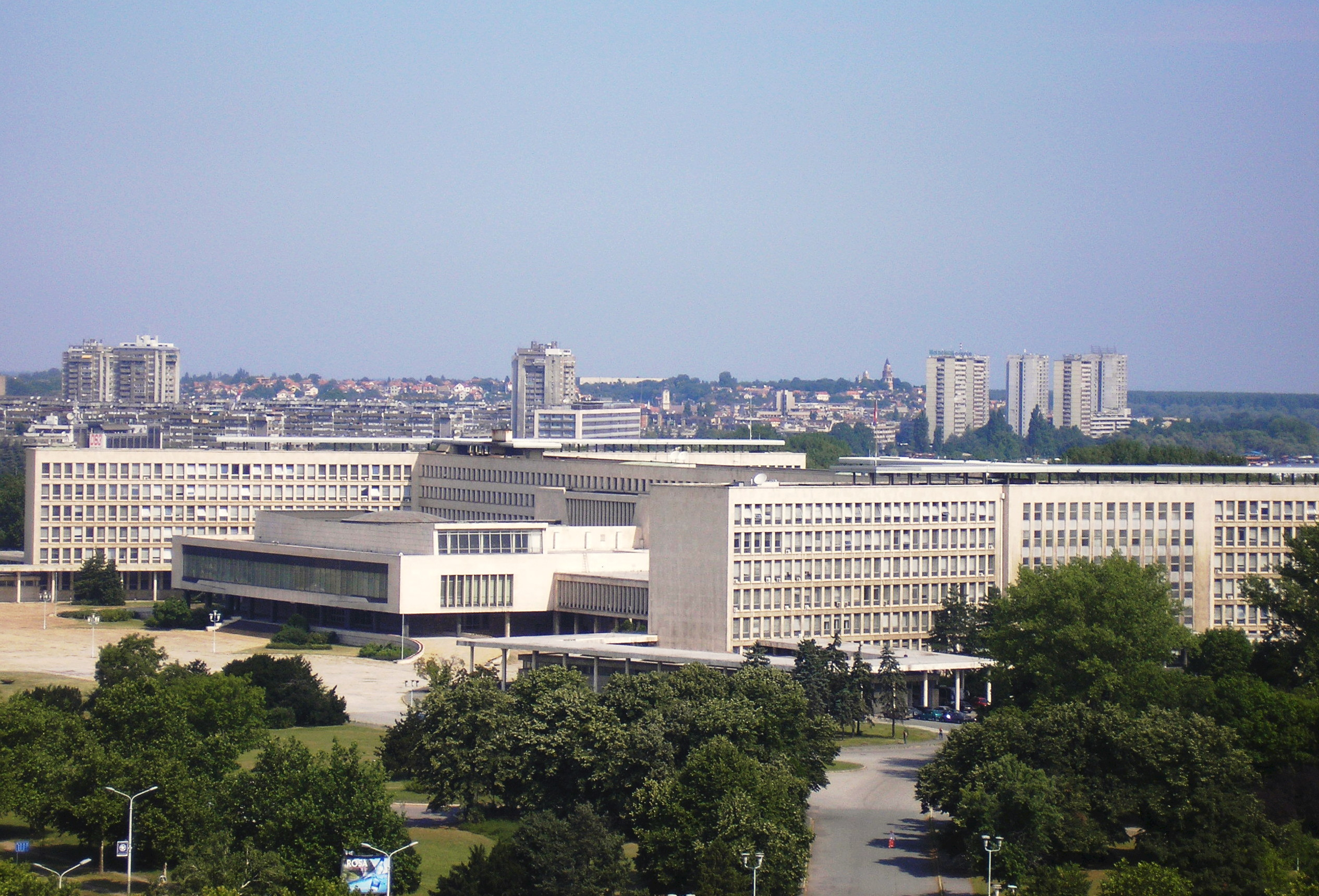
Здание Союзного исполнительного веча (ныне Палата Сербии)

В то же время, политика децентрализации привела к обострению межэтнических отношений. С 1967 года начался новый подъём хорватского национального движения, стали выдвигаться требования признания хорватского языка и расширения самоуправления. Наиболее серьёзной проблемой для Сербии стала ситуация в Косово и Метохии, где усилилось влияние албанских националистов. Первоначально предпринимались попытки подавить недовольство силовым путём, однако после смещения в 1966 году с поста вице-президента Югославии Александра Ранковича, лидера сторонников централизации и, по представлению сербской общественности, главного представителя интересов сербского народа в высших эшелонах власти, был взят курс на демократизацию и углубление федерализма. В Косово и Метохии, в частности, албанский стал одним из языков администрации, увеличивалось количество албанских школ и число албанцев на государственной службе, резко выросли инвестиции в экономику края. Тем не менее, требование предоставить Косову статус республики в составе Югославии было отклонено.

Марко Никезич,
председатель ЦК Союза коммунистов Сербии в 1968—1972 гг.

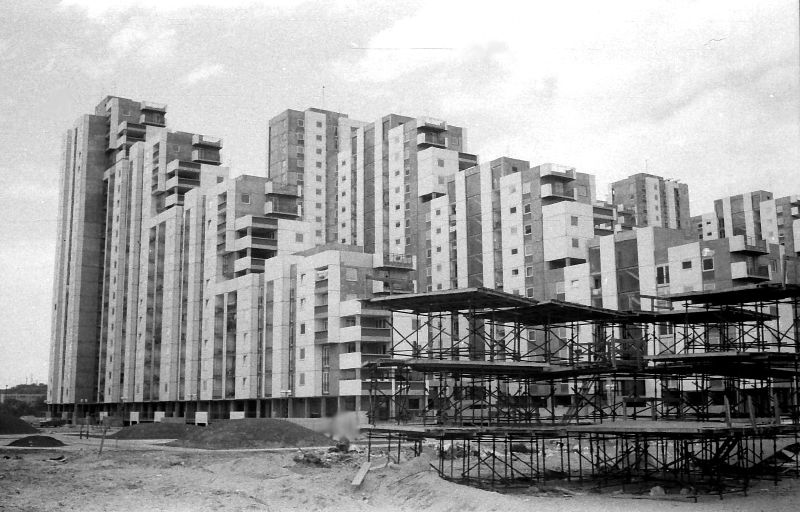
Новый Белград

В 1968 году по Белграду прокатились выступления студентов против социального неравенства и «красной буржуазии». В том же году в Косове прошли массовые манифестации с лозунгами отделения от Югославии и объединения с Албанией. Хотя выступления были подавлены, руководство Сербии пошло навстречу косовским албанцам: из названия края исчезло слово Метохия, в 1969 году в Приштине был открыт албанский университет, автономия Косова и Воеводины существенно расширена. Кульминацией политики децентрализации стали новые конституции Югославии и Сербии, утверждённые в 1974 году. Они существенно расширили полномочия республик, а также автономных краёв Сербии, предоставив последним право вето на федеральном уровне и резко сократив возможности вмешательства республиканских органов во внутренние дела автономий. Фактически это означало преобразование Югославии в конфедерацию и вывод Косова и Воеводины из-под контроля Сербии. Выступления представителей сербской интеллигенции против дезинтеграции страны жёстко пресекались. Подавлялись также сепаратистские акции косовских албанцев, однако в целом невмешательство федеральных и республиканских органов во внутренние дела Косова способствовало постепенному отдалению края от Сербии. Сербы в Косове продолжали подвергаться давлению и дискриминации со стороны живших в крае албанцев, что вело к росту их эмиграции из края. За период 1961—1981 годов Косово покинуло 42 % проживавших там сербов и 63 % черногорцев. Если в 1974 году сербы занимали 31 % государственных и общественных постов в Косове, то к 1980 году — только 5 %. При этом продолжался массированный влив в экономику края инвестиций из Сербии и других развитых республик.
В политическом отношении период 1968—1972 годов в Сербии ознаменовался некоторой демократизацией общественной жизни и дальнейшей либерализацией экономики. Однако в 1972 году находящиеся у власти сербские либералы (Марко Никезич, Латинка Перович) были сняты со своих постов. Была проведена массовая чистка партийных рядов, в результате которой у власти оказались приверженцы догматического марксизма. Это привело к усилению контроля коммунистической партии над экономикой и другими сферами жизни и новому витку индустриализации. В то же время, децентрализация страны привела к фактическому распаду общего рынка и изоляции национальных экономик. Экономический рост сменился стагнацией и, в конце 1970-х годов, падением. Образовался хронический дефицит бюджета, инфляция достигла 45 %, размер государственного долга — 20 миллиардов долларов, усилилось отставание экономического развития Сербии от Словении и Хорватии.

### Распад Югославии

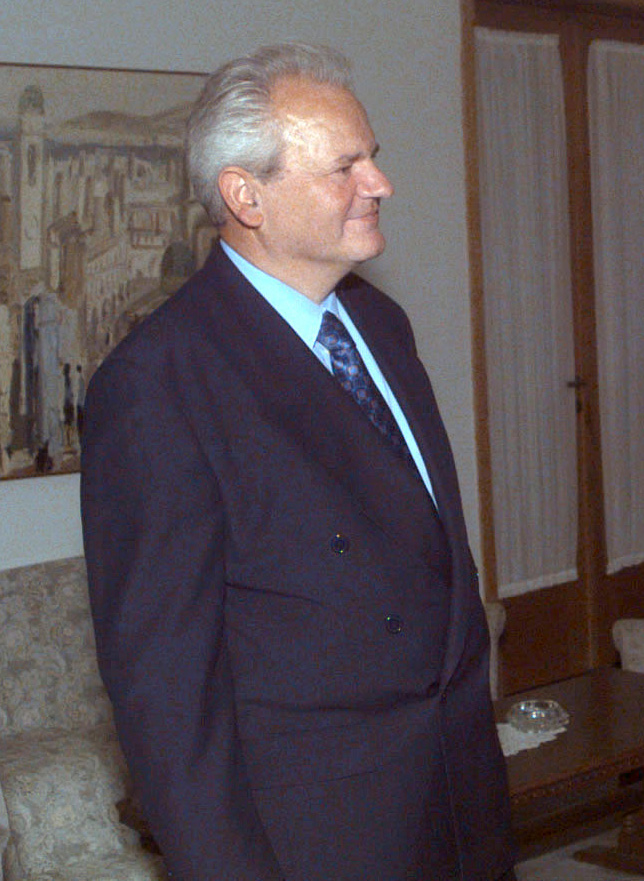
Слободан Милошевич, один из ключевых участников распада Югославии

После смерти Тито в 1980 году центробежные тенденции в Югославии усилились. В Сербии началось переосмысление роли Тито и коммунистической партии, а также места Сербии в составе Югославии. Относительная либеральность коммунистического режима в Сербии способствовала быстрому росту популярности диссидентов: В. Джуретича, Г. Джого, Д. Чосича, М. Джиласа, В. Драшковича и др. Резко обострился косовский вопрос: в 1981 году по Косову прокатилась волна националистических выступлений под лозунгом «Республика Косово», начались вооружённые столкновения между сербами и албанцами. В ответ сербская оппозиция и православная церковь начали выдвигать требования ограничения автономии края и усиления позиций Сербии и сербского народа в рамках Югославии. Наибольший резонанс вызвала публикация в 1986 году «Меморандума Сербской Академии наук и искусств», в котором положение сербов в Косове было названо «вопросом жизни и смерти сербского народа». Коммунистическое руководство страны, остававшееся на позициях Титоизма, однако, не было способно предложить пути выхода из кризиса.

Расселение сербов в Югославии
Данные на 1981 год.
Территории, на которых сербы составляли более 50% населения
Прочие территории

В 1986 году во главе Союза коммунистов Сербии встал Слободан Милошевич. В апреле 1987 года он выступил перед косовскими сербами с обещанием борьбы за их права и вскоре стал общенациональным лидером движения за усиление позиций Сербии в Югославии. В 1989 году Милошевич и его сторонники пришли к власти в Сербии, Черногории и Воеводине. В том же году была утверждена новая конституция Сербии, существенно сократившая автономию национальных краёв. Это вызвало массовые выступления в Косове, в результате чего в крае было введено чрезвычайное положение. В то же время просербская политика Милошевича вызывала недовольство руководителей других союзных республик. В Словении, Хорватии, Боснии и Герцеговине и Македонии к власти пришли националистические силы, ориентированные на сближение с Западом, либерализацию экономики и достижение независимости.
В 1990—1991 году в Сербии возникли первые оппозиционные партии, однако власть продолжала оставаться в руках Милошевича и бывших коммунистов, объединённых в Социалистическую партию Сербии. Под контролем социалистов находились и основные средства массовой информации. Первые относительно свободные выборы в Сербии, прошедшие в 1991 году, принесли социалистам безоговорочную победу. Тот факт, что Сербия осталась единственной республикой, где власть сохранял старый аппарат, способствовал формированию антисербских настроений в Европе, а также поддержке Западом «демократического» режима в Хорватии и дезинтеграции Югославии. 25 июня 1991 года Словения и Хорватия объявили о своей независимости. Против выхода из состава Югославии выступили хорватские сербы в Краине и Славонии, начались вооружённые столкновения между хорватами и сербами, быстро переросшие в гражданскую войну, в которую на стороне сербов вмешалась югославская армия. Затем война вспыхнула и в Боснии и Герцеговине, где была провозглашена независимая Республика Сербская, которой удалось создать сильную армию во главе с Ратко Младичем. Правительство Милошевича неофициально оказывало военную поддержку хорватским и боснийским сербам, что привело к введению против страны экономических санкций ООН. Наибольшую активность в гражданских войнах проявили паравоенные националистические организации, возникшие в Сербии в 1990—1991 гг. Самая знаменитая из них — Сербская добровольческая гвардия («Тигры Аркана») под командованием Желько Ражнатовича.

## Сербия в «Третьей Югославии»

### Сербия в 1992—1997 годах

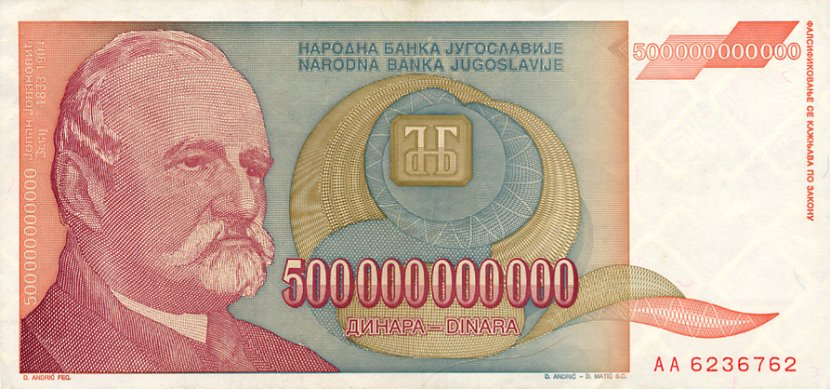
Банкнота в 500 млрд динаров в период гиперинфляции 1993 г.

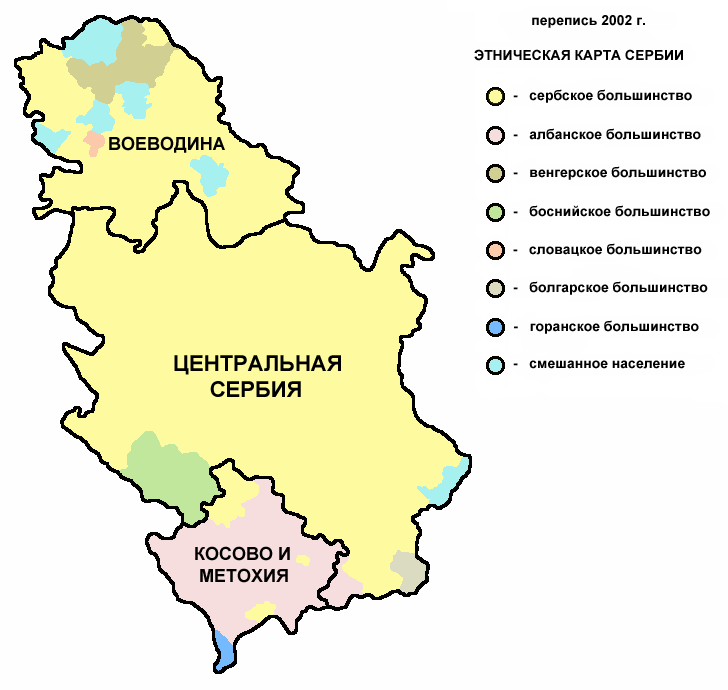
Этническая карта Сербии
на 1991—2002 годы

27 апреля 1992 года объявлено о создании Союзной республики Югославии, в составе которой остались лишь Сербия и Черногория. Конституция СРЮ предполагала возможность присоединения к государству сербских территорий Хорватии и Боснии и Герцеговины. Хотя были сформированы союзные органы, реальная власть оставалась в руках президентов обеих республик, прежде всего Слободана Милошевича. В то же время в самой Сербии продолжал углубляться политический и экономический кризис, росла международная изоляция страны. Торговая блокада Югославии, огромные военные расходы, приток в страну около 540 тысяч сербских беженцев из Хорватии и Боснии и Герцеговины привели к резкому падению промышленного производства (на 70 %), росту безработицы (до 25 %) и гиперинфляции (2000 % в месяц). Средняя месячная зарплата в Сербии в конце 1993 года составляла, в эквиваленте, лишь 13 немецких марок. Тяжелейшая экономическая ситуация и угроза войны способствовала эмиграции из страны. По некоторым данным, в 1990-х годах из Сербии эмигрировало около 300 тысяч молодых людей. Хотя на президентских выборах 1992 года победу вновь одержал Милошевич, социалисты утратили большинство в парламенте и были вынуждены блокироваться с националистической Радикальной партией Воислава Шешеля.

Сербские беженцы из Хорватии после операции «Буря», 1995

Напряжёнными оставались и межэтнические отношения: автономия Косова и Метохии в 1991 году была существенно урезана, было прекращено вещание албанских телевизионных каналов и выход наиболее влиятельных газет, с государственной службы уволено более сотни тысяч албанцев, в стычках с милицией погибло несколько десятков человек. В то же время албанские сепаратисты в 1990 году заявили о создании независимой республики Косово и приступили к созданию параллельных органов власти и вооружённых формирований, которые в 1996 году были объединены в Армию освобождения Косова. Из-за дискриминации и действий паравоенных националистических формирований началась массовая эмиграция мусульман Санджака в Боснию и венгров Воеводины в Венгрию.
Несмотря на общий кризис, антисербская кампания западных СМИ и некритичное их отношение к нарушению прав сербов в Хорватии, Боснии и Герцеговине и Косово способствовали укреплению позиций Милошевича в Сербии. В 1994 году была проведена экономическая реформа, остановившая гиперинфляцию и стабилизировавшая положение в стране. В результате приватизации, однако, сформировалась новая элита, тесно связанная с правящим режимом. В 1995 году была прекращена военная помощь хорватским и боснийским сербам. В результате операции «Буря» хорватская армия восстановила контроль над большей частью территории Сербской Краиной, что привело к исходу около 230 000 сербов. Вскоре были подписаны Дейтонские соглашения, положившие конец гражданской войне в Боснии и Герцеговине.
В 1996 году в Сербии обострилась внутриполитическая борьба. Впервые социалисты потерпели поражение на местных выборах в нескольких десятках городах страны, уступив коалиции оппозиционных партий «Единство». Правительство не признало результаты выборов, что повлекло массовые демонстрации в Белграде и других городах Сербии против режима Милошевича. На парламентских выборах 1997 года демократическая оппозиция существенно увеличила своё представительство в скупщине, однако президентом Югославии в 1997 году стал Милошевич, а президентом Сербии — его соратник Милан Милутинович.

### Косовский вопрос и падение Милошевича
Одной из важнейших задач правительства оставалось решение косовской проблемы. Столкновения между албанскими повстанцами и югославскими вооружёнными силами не прекращались с середины 1990-х годов. В крае фактически велась партизанская война, уносившая сотни жизней мирных жителей, чиновников и военнослужащих. В 1998 году в Косово была введена югославская армия, которой к концу этого года удалось оттеснить Армию освобождения Косова к албанской границе. Однако полностью подавить сопротивление не удалось. Число беженцев из края, по данным ООН, к июню 1999 года превысило 850 тысяч человек, главным образом албанцев. Более того, репрессии со стороны сербских властей и подозрения в проведении этнических чисток в отношении албанского населения Косова стали вызывать всё возрастающее возмущение мирового сообщества. В начале 1999 года были обнародованы данные об убийстве 45 албанцев, включая женщин и ребёнка, в селе Рачак в южном Косове. Несмотря на различные версии произошедшего, в том числе и то, что убитые могли быть повстанцами АОК, в этом преступлении были обвинены сербские военнослужащие. Переговоры между представителями косовских албанцев и сербского правительства при посредничестве западных стран, проходившие в Рамбуйе (Франция), не принесли успеха.

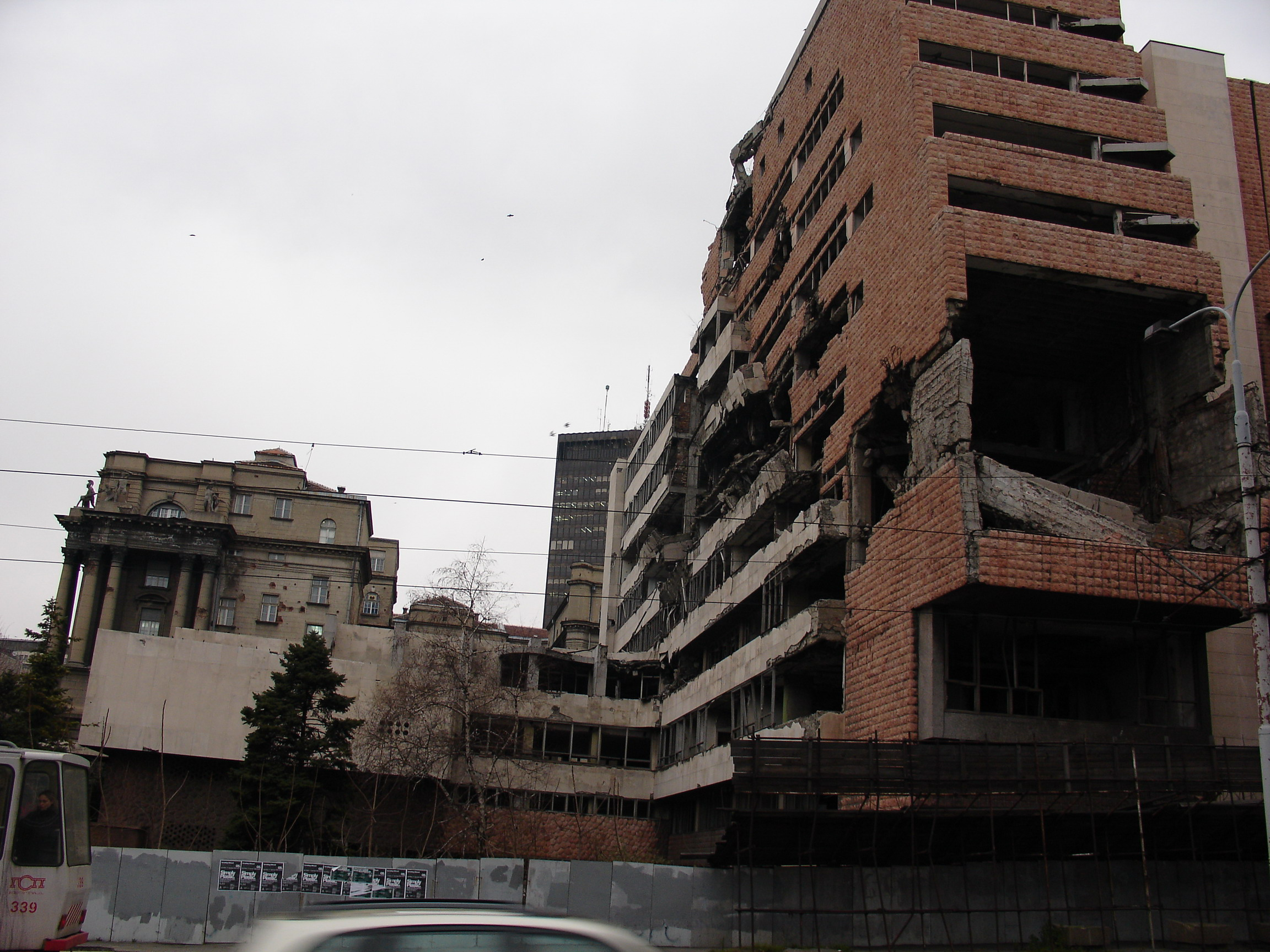
Здание министерства обороны в Белграде после бомбардировок НАТО, 1999 г.

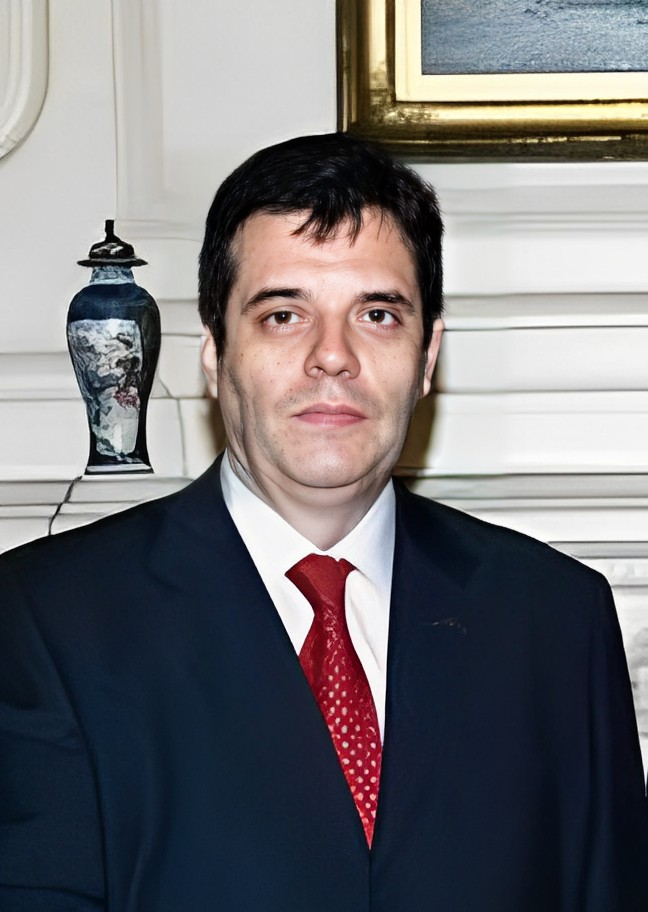
Воислав Коштуница

В НАТО тем временем возобладало мнение о необходимости военного вмешательства в конфликт. Сербии был предъявлен ультиматум о выводе войск из Косова и допуске военных соединений НАТО на сербскую территорию. Ультиматум был отвергнут Югославией. 24 марта 1999 года авиация НАТО нанесла первые бомбовые удары по Белграду и другим сербским городам. Бомбардировки продолжались в течение почти трёх месяцев, пока 9 июня власти Сербии не согласились на ввод в Косово международных сил безопасности (KFOR). 10 июня была принята резолюция СБ ООН по урегулированию косовской проблемы. Югославские войска покинули Косово, власть в крае перешла к албанцам. В результате бомбардировок были разрушены сербские заводы, пути сообщения, погибло не менее 500 человек. Более 350 тысяч сербов и других представителей неалбанских национальностей покинуло Косово, албанцами были разрушены многочисленные сербские церкви, монастыри, памятники культуры. В то же время вывод сербских войск позволил начать процесс возвращения в край албанских беженцев: к началу 2001 года вернулось около 700 тысяч человек.
Поражение в войне с НАТО ослабило позиции националистов в Сербии. На выборах президента Югославии в 2000 году победу одержал кандидат от Демократической оппозиции Сербии (ДОС) — Воислав Коштуница, однако он не набрал абсолютного большинства голосов. Милошевич потребовал проведения в соответствии с законом второго тура голосования, но в результате уличных демонстраций при поддержке западных стран и США 5 октября 2000 года он был свергнут. Через несколько месяцев он был арестован. Последующие выборы в скупщину Сербии принесли победу ДОС, премьер-министром стал Зоран Джинджич, лидер Демократической партии. Была принята программа возрождения экономики и усиления социальной защиты населения. Началось сближение Сербии с европейскими государствами. В 2001 году Слободан Милошевич был выдан Международному трибуналу в Гааге, что вызвало раскол в правящей коалиции. За выдачу Милошевича СРЮ была обещана финансовая помощь в размере 1 миллиарда долларов, которая так и не была передана.
В 2002 году между Сербией и Черногорией было заключено новое соглашение, сокращающее полномочия федеральных органов власти, в результате чего 4 февраля 2003 года Югославия была преобразована в конфедеративный Государственный союз Сербии и Черногории. 21 мая 2006 года в Черногории прошёл референдум, на котором было принято решение о выходе из состава союза. 3 июня 2006 года Черногория провозгласила независимость. 5 июня о своей независимости объявила Сербия.

## Независимая Республика Сербия

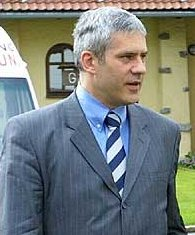
Борис Тадич

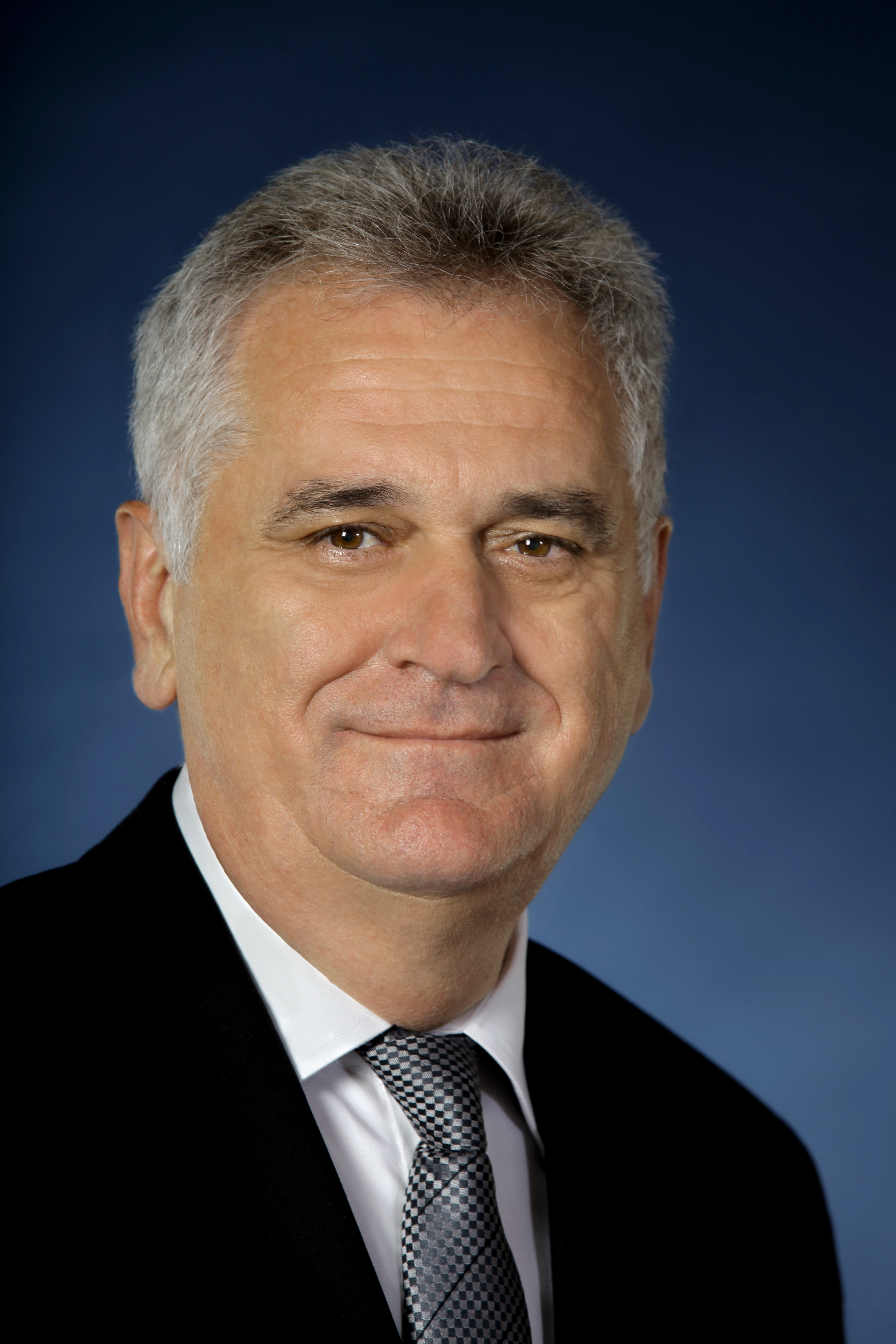
Томислав Николич, президент Сербии с 2012 года

Президентом Сербии с 2004 года являлся руководитель Демократической партии (ДП) Борис Тадич, премьер-министром в 2004—2008 годы — лидер Демократической партии Сербии (ДПС) Воислав Коштуница. В отличие от прозападно ориентированного Тадича, Коштуница придерживается консервативных позиций. Значительную роль также играют националисты из Сербской радикальной партии Воислава Шешеля. В течение последних лет продолжается политика интеграции Сербии в Европейский союз. На выборах президента страны в 2008 году был вновь переизбран Борис Тадич, опередивший представителя радикалов Томислава Николича, что было воспринято как поддержка сербским населением прозападного курса страны. 1 марта 2012 года Сербия получила официальный статус кандидата на вступление в ЕС.
Наиболее острой проблемой остаётся косовский вопрос. 17 февраля 2008 года Косово объявило о своей независимости, которую вскоре признали США и часть европейских государств. Сербия заявила о неконституционности этого шага и непризнании независимого Косова. В этом её поддержали Россия, Китай, Индия, в том числе и 5 стран ЕС из блока НАТО: Испания, Греция, Словакия, Румыния и Кипр. Таким образом, из 193 стран, входящих в ООН, 97 признали независимость Косово. В вопросе о дальнейших действиях Сербии по косовской проблеме обнаружились существенные расхождения между непримиримым премьер-министром Коштуницей и более либеральным президентом Тадичем. 13 марта 2008 года президент распустил парламент. На внеочередных выборах победу одержала коалиция демократических партий «За европейскую Сербию», получившая около 40 % голосов избирателей. Радикалы Воислава Шешеля набрали около 30 % голосов, Демократическая партия Сербии Воислава Коштуницы — 12 %. На пост председателя правительства страны президент 27 июня 2008 года предложил действующего министра финансов Мирко Цветковича.
4 апреля 2012 года Борис Тадич досрочно объявил о своей отставке, сложив полномочия на следующий день, однако принял участие в очередных президентских выборах. Преемником Тадича стал Томислав Николич, бывший заместитель Воислава Шешеля в Сербской радикальной партии: в первом туре Николич проиграл Тадичу, набрав почти 25 %, однако во втором туре одержал победу над Тадичем, набрав 49,4 %.